# DeLorean DMC-12
Ne doit pas être confondu avec Run–DMC.
La DeLorean DMC-12 est une voiture de sport conçue et fabriquée par le constructeur automobile américain DeLorean Motor Company, abrégé DMC. Elle fut produite de janvier 1981 à début 1983 et a reçu quelques restylages légers. Elle est plus connue sous le simple nom « DeLorean », puisqu'il s'agit de l'unique modèle produit et commercialisé par ce constructeur.
La DMC-12 est un coupé à deux portes papillon avec une carrosserie en acier inoxydable et une caisse en fibre de verre sur laquelle ont été apposés les panneaux en inox. Elle est équipée du moteur V6 PRV franco-suédois développant 130 ch.
Le premier prototype est créé en 1976 et la production débute en 1981 ; la première voiture étant construite le 21 janvier, à l'usine DeLorean Motor Company de Dunmurry, en Irlande du Nord. Au cours de sa production, plusieurs caractéristiques de la DeLorean sont modifiées, telles que le capot, les jantes et l'habitacle. La DMC-12 est produite à 8 583 exemplaires, avant que la production ne cesse au début de l'année 1983. En 2007, et selon James Espey, le vice-président de DeLorean Motor, environ 6 500 DMC-12 sont toujours en circulation.
Cette voiture connaît une renommée internationale grâce à son apparition au cinéma dans la trilogie Retour vers le futur, où elle est utilisée comme machine à voyager dans le temps.
En 2016, DeLorean Motor Company annonce que la production de la DMC-12 sera relancée en 2017, avec 300 exemplaires produits. DMC, jusque-là, ne faisait que réparer les modèles existants. En revanche, les plans seront modifiés : par exemple, le moteur ne serait plus un PRV V6, afin de produire moins de CO2 et qui n'est plus fabriqué depuis 1998.

## Historique

### Contexte

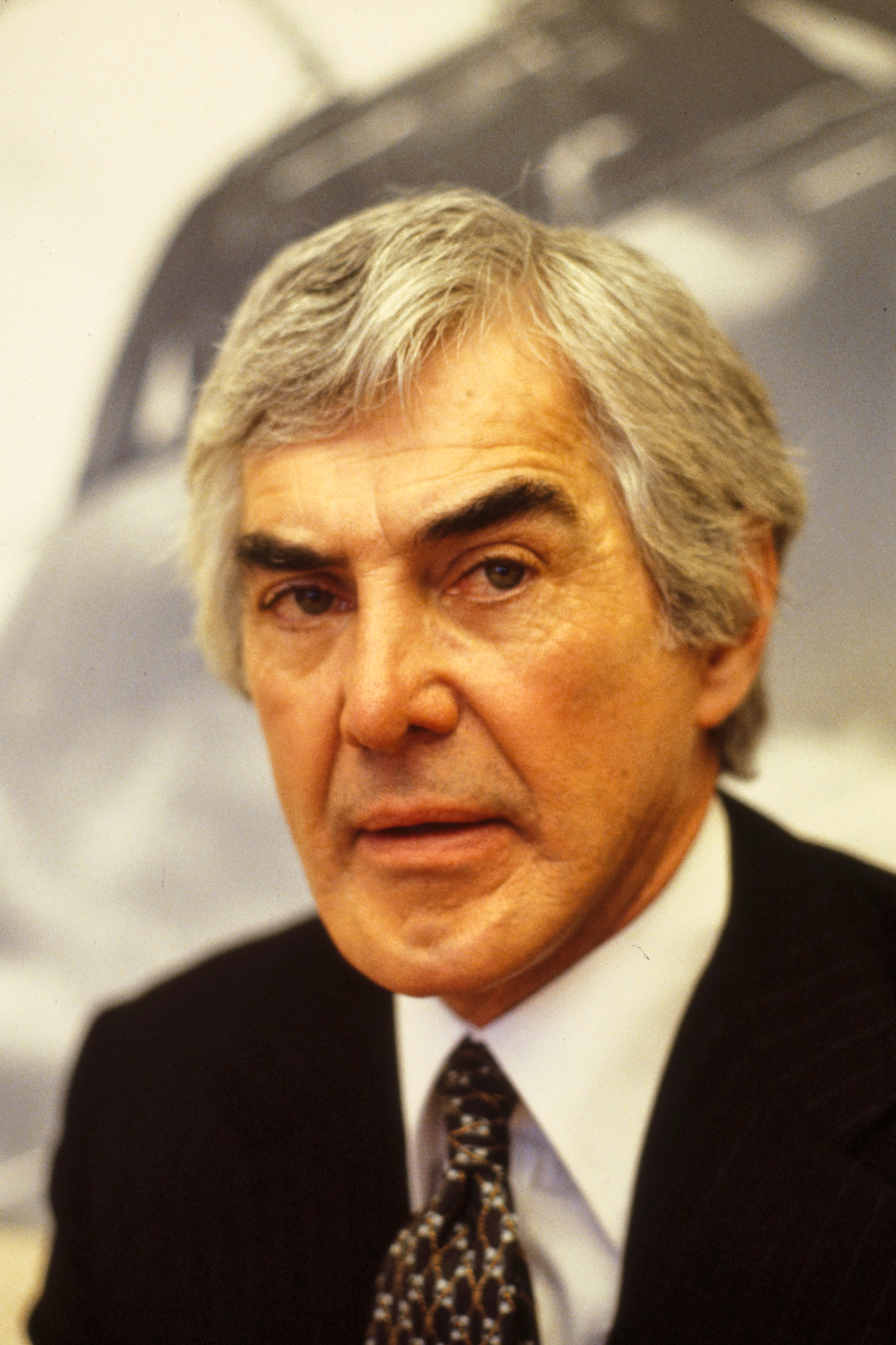
John DeLorean en 1982.

En janvier 1974, John Zachary DeLorean, ancien vice-président de General Motors, crée dans la ville de Détroit dans le Michigan, une société de consultant en ingénierie, la « John Z. De Lorean Corporation ». L'homme d'affaires commence également à parler de la construction de sa propre voiture de sport, qui, selon lui, doit être techniquement très avancée, d'une haute sécurité et d'un prix de vente élevé : la voiture que General Motors lui avait interdit de concrétiser en 1962.
En octobre 1974, William "Bill" Collins Jr. remit sa démission à General Motors pour rejoindre John DeLorean. Ils avaient travaillé ensemble chez Pontiac, où ils furent les hommes à l'origine de la première GTO et du projet Trans Am. Collins était persuadé que le développement de cette nouvelle voiture de sport deviendrait la chose la plus importante de sa carrière. Le cahier des charges ambitieux de la DeLorean était alléchant : une voiture de sport pour gentleman, une ligne percutante, un moteur situé à l'arrière, une carrosserie en acier inoxydable, des portes-papillon et de bonnes performances. La voiture devait aussi être un exemple dans le domaine de la sécurité active et passive. Elle devait pouvoir accueillir les passagers de grande taille et garder une ligne indémodable au fil du temps. Bill Collins est engagé comme concepteur et chef de projet ; son titre officiel dans l'entreprise était « Vice President - Product ».

### Conception et développement
Après s'être mis d'accord sur les dimensions de la future voiture, Bill Collins se rendit chez Pioneer Engineering pour faire réaliser une première maquette du poste de conduite. En mars 1975, l'entreprise de John DeLorean conclut un contrat avec la société italienne Italdesign afin que Giorgetto Giugiaro et son équipe de designers conçoivent ensemble la voiture de sport. Le binôme de chez DMC souhaitait que la voiture ait un Cx de 0,33, des pare-chocs en élastomère moulés d'une pièce, des phares rectangulaires apparents, un pare-brise incliné de 60° et deux entrées d'air de 100 pouces2 chacune. L'équipe d'Italdesign propose plusieurs modèles avec un style aérodynamique très acéré et un moteur central arrière, comme le voulait John DeLorean, dans le même style que les Lamborghini Countach, Lotus Esprit et BMW M1 entre autres. John DeLorean et Bill Collins approuvent l'un des nombreux modèles proposés et Italdesign compose plusieurs croquis et une maquette fidèle à ces inspirations du moment. La maquette de style à l'échelle 1:1 est fabriquée à partir de « epo-wood » (cadre en bois avec un plâtre époxy spécial) puis est ensuite expédiée au bureau de DMC à Détroit le 31 juillet 1975. Cette maquette servit de gabarit pour le premier prototype,.
Le 24 octobre 1975, l'entreprise est renommée « DeLorean Motor Company » (DMC),.
Sous les directives de John DeLorean, le premier prototype roulant de la voiture est terminé en octobre 1976 par Bill Collins et donne une idée générale assez précise de ce que sera la voiture de série. Elle est motorisée par un quatre cylindres en ligne de chez Citroën. Le concept initial s'appelle alors « DSV-1 » (abréviation de « DeLorean Safety Vehicle », soit en français « Véhicule de sécurité DeLorean »),, une auto dotée de tous les organes de sécurité du moment (pare-chocs et châssis à déformation, protections du passager et freinage). John DeLorean souhaitait créer la voiture « éthique », axée sur la sécurité et l'environnement, dont les matériaux choisis seraient un gage de longévité.
Un an plus tard, un deuxième prototype voit le jour. Muni d'un moteur V6 PRV d'une cylindrée de 2,8 L développant 130 ch. Le moteur Citroën du premier prototype était trop faible et fut donc rapidement abandonné. Le PRV est donc choisi et préféré, notamment car il était certifié aux États-Unis dans la Peugeot 604 et ne demandait donc plus qu'un test de 5 000 miles d'émissions toxiques au lieu des 50 000 miles obligatoires.
Le prototype est envoyé la même année au salon des concessionnaires à La Nouvelle-Orléans. L'objectif de John DeLorean était de pouvoir les « allécher » et d'en vendre un maximum. Il arrive à convaincre 350 concessionnaires et à faire pré-commander 30 000 voitures, sans savoir quand il allait pouvoir les livrer ni même avoir d'usine pour les construire.

### Présentation et lancement
Après avoir les croquis, les prototypes, une équipe d'ingénieurs et les concessionnaires pour pouvoir vendre toutes ses futures voitures, DMC manquait d'une seule chose pour lancer le projet : 200 millions de dollars pour construire une usine. Pour cela, John DeLorean chercha des investisseurs à travers toute la planète. Il est allé en Espagne, où General Motors ferma une usine qui n'était pas assez rentable, puis en Italie pour racheter l'usine de Maserati qui était en faillite depuis 1975, ou encore à Porto Rico où un programme de fabrication d'usine était en cours. Mais aucune de ces pistes n'aboutit, notamment parce que les investisseurs voulaient des parts de DMC tandis que John DeLorean voulait être le seul gérant,.
Le gouvernement britannique entend parler de la recherche de partenaire et est alors prêt à financer et construire l'usine dont DMC a besoin en Irlande du Nord. Cependant, avant de se lancer dans un tel projet, il vérifie que les commandes des voitures sont bien des commandes fermes. Or ce n'est pas le cas et le gouvernement abandonne ce projet jugé trop risqué. Malgré cela, John DeLorean n'abandonne pas et demande au gouvernement britannique de construire son usine en Irlande, sachant que l'Irlande du Nord manque cruellement d'emplois. À l'époque, le taux de chômage est extrêmement élevé en Irlande du Nord et il est très facile de trouver la main-d'œuvre nécessaire. Finalement, le gouvernement britannique accepte et lui accorde 60 % des fonds nécessaires afin de créer des emplois dans cette région. Grâce aux fonds obtenus des subventions de l'État, plus d'une centaine de millions de dollars est investie. La DeLorean Motors Company s'installe donc en Irlande en 1978, dans la commune de Dunmurry dans la banlieue du Sud-Ouest de Belfast. La construction de l'usine débute en octobre 1978 et 2 500 emplois sont créés. Le projet du coupé sportif abordable et innovant ambitionne des volumes de ventes considérables, principalement aux États-Unis. Cependant, la production en chaîne des DMC-12, prévue en 1979, ne peut commencer qu'en 1981, à cause de problèmes de mise au point notamment en raison de dépassements budgétaires, de problèmes liés à l'ingénierie de ce nouveau véhicule et d'une main d'œuvre peu qualifiée. L'Irlande du Nord, ayant un fort taux de chômage et n'ayant aucune connaissance dans l'industrie automobile, aucun employé n'avait de passé en production. Malgré leur manque d'expérience, l'entreprise offrait des salaires intéressants et le meilleur matériel disponible. La main-d'œuvre était composée de protestants et de catholiques placés dans deux secteurs séparés de l'usine,,.

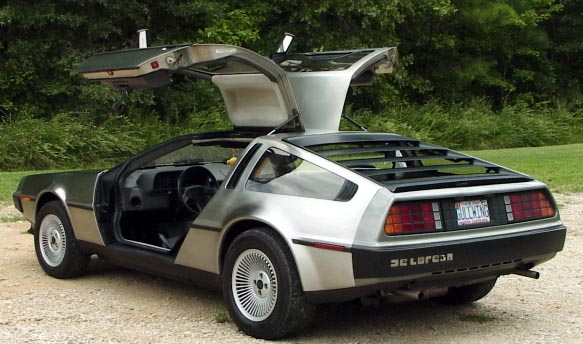
Une DeLorean DMC-12 (modèle 1981).

La voiture est présentée au public en 1980 et le 21 janvier 1981, après de nombreux retards, les premières DMC-12 sortent de l'usine.
À la suite de la qualité de fabrication laissant à désirer, les premiers modèles expédiés aux États-Unis sont partiellement démontés puis réassemblés dans des Quality Assurance Centers (ou QAC), humoristiquement appelés « Quack », avant leur livraison dans les concessions. La plupart des problèmes de qualité sont résolus dès 1982, et les DMC-12 sont vendues avec une garantie de douze mois et un contrat de service de cinq ans ou 80 000 km (soit 50 000 milles).

### Faillite et arrêt de la production
Dès la fin de l'année 1981, la demande, plus faible que prévu, et les coûts, plus élevés qu'escompté, sont fatals pour les comptes de DMC. Le seuil de rentabilité était estimé aux alentours de 10 000 à 12 000 véhicules vendus par an, mais les ventes annuelles plafonnaient à 6 000 unités. En réponse à la chute des revenus de l'entreprise, un plan de restructuration est lancé. Une holding est alors créée, la DeLorean Motors Holding Company, regroupant la DeLorean Motor Company et ses filiales : DeLorean Motor Cars Limited (fabricant), DeLorean Motor Cars of America (le distributeur américain) et DeLorean Research Partnership (recherche et développement).
En janvier 1982, au vu des interrogations sur la viabilité d'une telle entreprise, la compagnie doit annuler l'émission d'actions qui auraient dû lui rapporter 27 millions de dollars. John DeLorean tente alors de convaincre le gouvernement britannique de lui accorder une aide, mais celle-ci lui est refusée tant qu'il ne trouverait pas d'appuis auprès d'autres investisseurs. Quelques mois plus tard, il devient la cible du FBI et de la DEA américaine. En octobre 1982, John DeLorean est arrêté pour un trafic de cocaïne, auquel il était accusé de s'être livré pour pallier les difficultés financières de l'entreprise. Il fut plus tard libéré à la suite d'un non-lieu, le jury estimant, comme la défense, qu'il s'agissait d'un piège tendu par le FBI qui le soupçonnait mais sans preuves. Finalement, les fonds nécessaires à la remise à flot de l'entreprise ne seront jamais rassemblés. La compagnie fait faillite le 26 octobre 1982 et cesse toute activité, emportant avec elle 2 500 emplois et près de 100 millions de dollars d'investissements,,.
Environ une centaine de DMC-12, partiellement assemblées, sont terminées par la société Consolidated International, d'où la présence de modèles neufs sur le marché jusqu'en 1983. Les stocks de pièces de l'usine, du service de garantie, ainsi que les pièces fabriquées par les sous-traitants mais non livrées, sont expédiés à Columbus (Ohio), en 1983 et 1984. Les pièces sont vendues en gros et au détail par correspondance, par la société KAPAC.

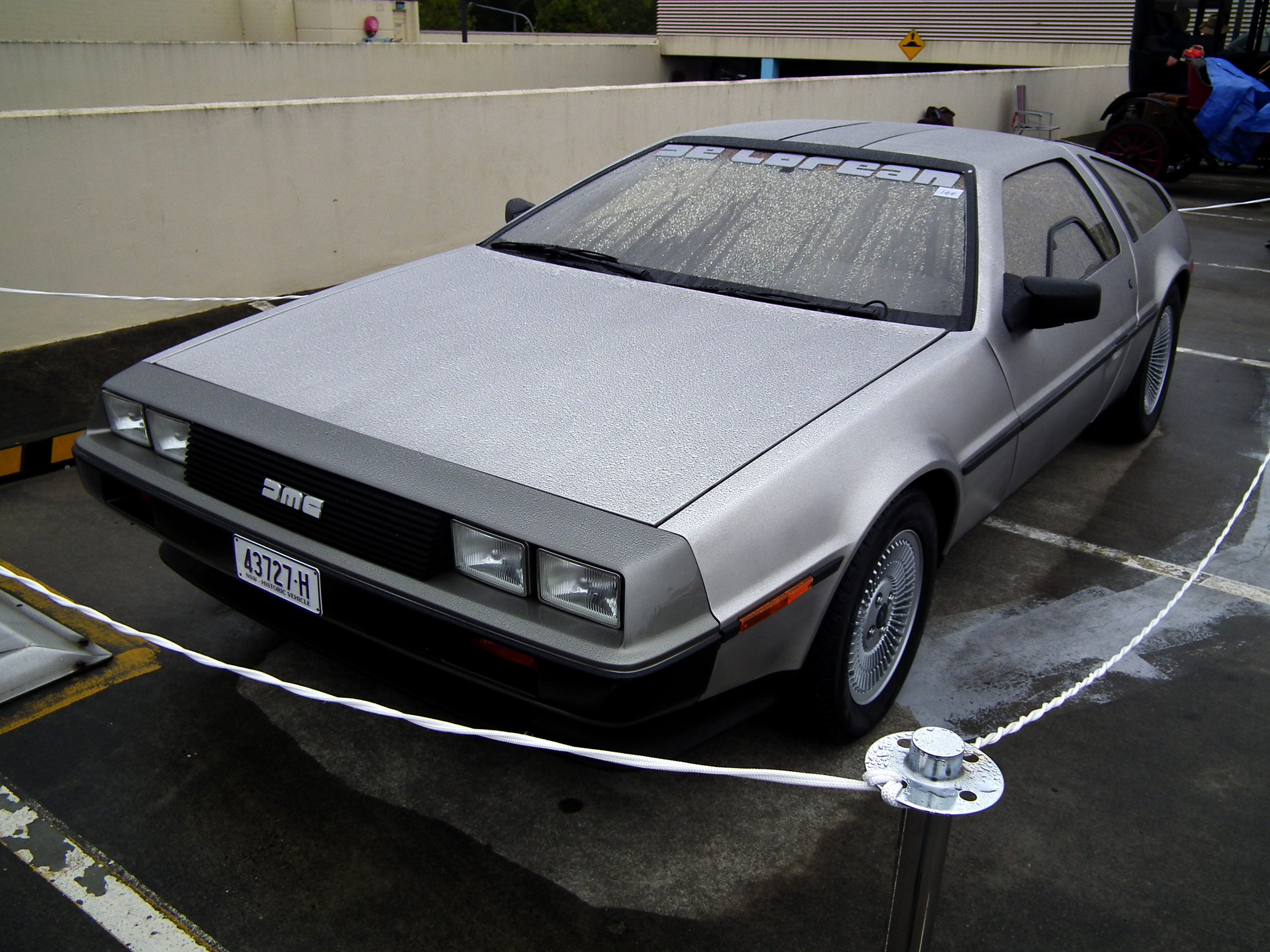
Vue de trois quarts avant de la DMC-12.
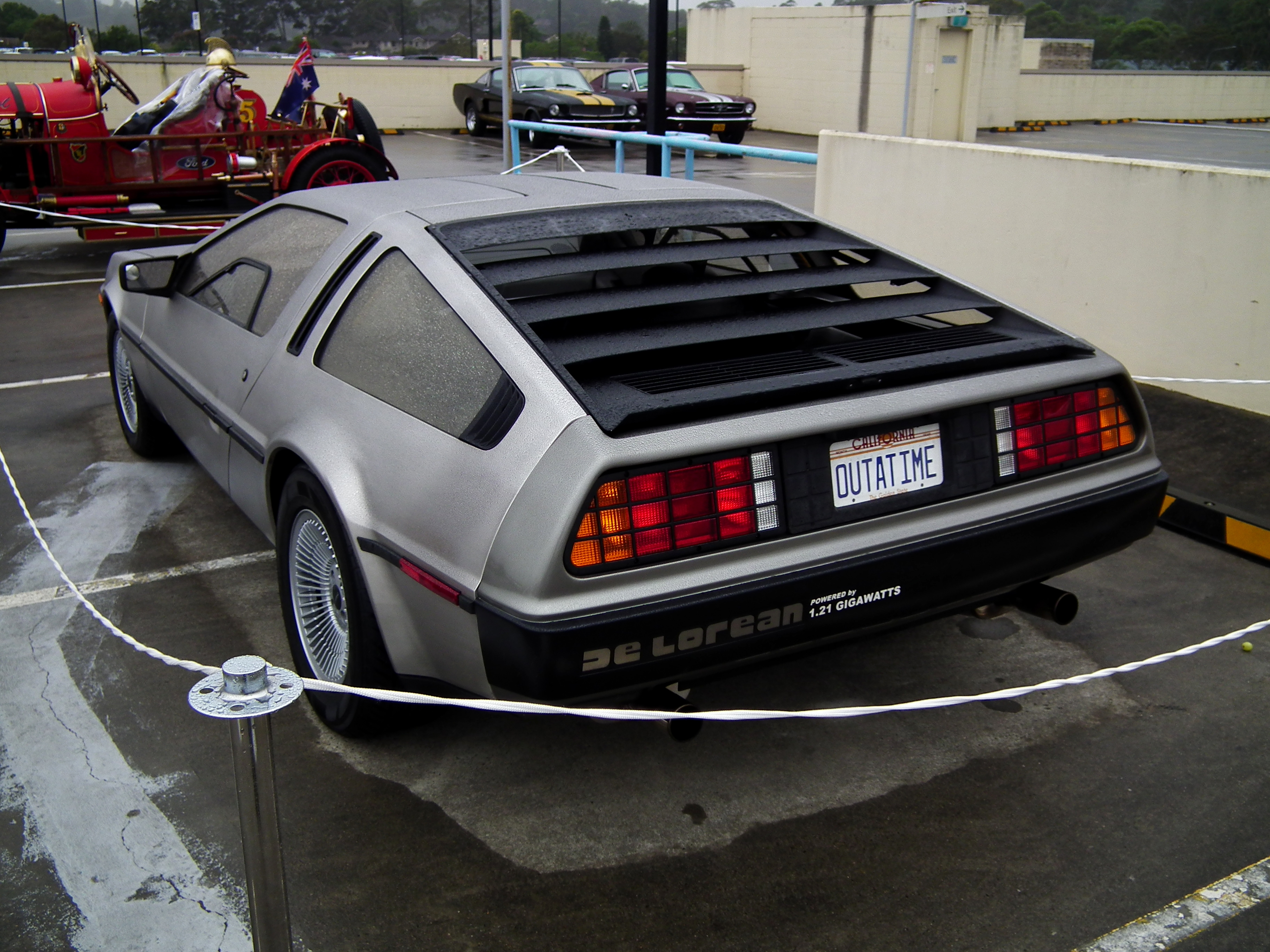
Vue de trois quarts arrière de la DMC-12.

### Renaissance
En 1995, l'entrepreneur anglais Stephen Wynne fonde une société homonyme, peu de temps après avoir acquis la marque déposée DMC, et reprend les pièces restantes appartenant à la société d'origine. L'entreprise, basée dans la banlieue de Houston, assemble de nouveaux exemplaires, assure le remplacement de pièces détachées originales et la création de pièces sur mesure. Les premières installations sont ouvertes à Humble, au Texas, et d'autres sont basées à Bonita Springs, en Floride, à Crystal Lake, dans l'Illinois, à Bellevue, dans l'État de Washington, à Garden Grove, en Californie et à Hem, aux Pays-Bas. La nouvelle société DeLorean Motor Company n'est pas associée à l'entreprise d'origine, mais soutient les propriétaires de la DeLorean DMC-12.
En 1997, le stock de pièces restantes, une partie de l'outillage d'époque, ainsi que les droits sur les noms et logos, sont rachetés à KAPAC par une nouvelle société, DeLorean Motor Company (Texas) (en), qui voit le jour à Houston au Texas, afin de distribuer les pièces détachées et en développer de nouvelles en cas de pénurie. 99 % des pièces sont ainsi disponibles, garantissant une longue vie aux DeLorean toujours sur les routes[réf. nécessaire].

En 2016, la nouvelle entreprise annonce refabriquer 300 exemplaires de la DMC-12 à partir de l'année 2017.

## Les différentes versions

### Comprendre la désignation
DMC-12 est l'abréviation de deux éléments :
- DMC : la marque de l'entreprise, soit DeLorean Motor Company ;
- 12 : le tarif initial de commercialisation voulu par John DeLorean, soit 12 000 $ (11 320 €).

### La maquette de style

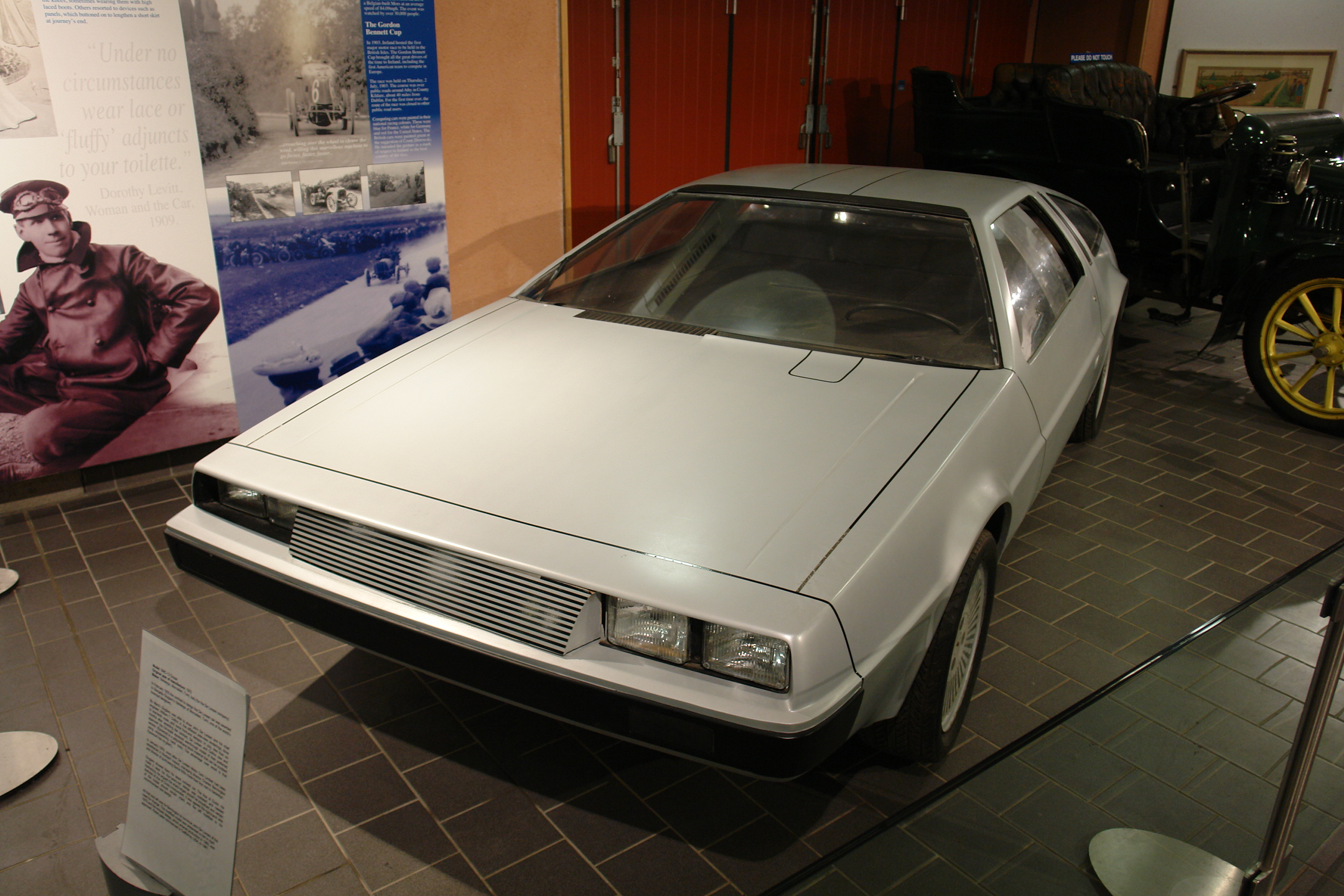
La maquette originale de la DMC-12, ici au musée Ulster Transport Museum.

Après avoir conclu un contrat avec la société italienne Italdesign en mars 1975, John DeLorean voit avec Giorgetto Giugiaro pour concevoir le design de la future DMC-12. Après s'être mis d'accord, une maquette de style à l'échelle 1:1 est fabriquée à partir de « epo-wood » (cadre en bois avec un plâtre époxy spécial),.
Elle est expédiée au bureau de DMC à Détroit le 31 juillet 1975. Cette maquette sert de gabarit pour le prototype. Elle est ensuite envoyée à l'usine de Belfast où elle est modifiée au premier trimestre de 1979 pour refléter le design rafraîchi utilisé pour la production,. Lorsque l'usine ferme à la fin de l'année 1982, la maquette est donnée au musée Ulster Folk and Transport Museum dans la petite commune de Cultra, au nord-est de Belfast en Irlande du Nord, où elle est maintenant exposée et visible,.

### Les prototypes

#### La «DSV-1»
En octobre 1976, le premier prototype roulant est terminé et donne une idée générale assez précise de ce que sera la future voiture de série. Deux particularités esthétiques la caractérisent rapidement : tout d'abord, les portes papillon lui donnent un style bien à part, et deuxièmement, la carrosserie non peinte, en inox brossé brut. Ce premier prototype est muni d'un moteur quatre cylindres essence de chez Citroën, utilisé notamment sur les CX, accouplé à une boîte de vitesses manuelle à quatre rapports,. Ce concept initial s'appelle alors « DSV-1 » (abréviation de « DeLorean Safety Vehicle »). Elle est dotée de tous les organes de sécurité du moment (pare-chocs et châssis à déformation, protection du passager et freinage). John DeLorean souhaitait créer la voiture « éthique », axée sur la sécurité et l'environnement, dont les matériaux choisis seraient un gage de longévité,. Le cockpit diffère grandement de celui des futures DMC-12 de série : celui-ci, entièrement garni de cuir de couleur caramel, dispose d'un volant doté d'un airbag, d'une planche de bord avancée afin d'absorber les impacts pour les genoux des passagers et la console centrale renferme le réservoir d'essence. À noter également que le dessous de caisse est en fibre de verre moulée par injection. Ce prototype est aujourd'hui exposé au musée America's Transportation Experience / AACA auprès d'une DMC-12 de série, dans la ville de Hershey en Pennsylvanie aux États-Unis.

#### Second prototype
Un an plus tard, un deuxième prototype voit le jour. Après mûre réflexion, le moteur V6 à injection franco-suédois PRV (Peugeot-Renault-Volvo) de 2,8 L de cylindrée est sélectionné pour la voiture. Il est choisi notamment car il est certifié pour les États-Unis dans la Peugeot 604. De plus, celui-ci est nettement plus puissant que le précédent. L'emplacement du moteur passe, d'une position centrale-arrière pour la DSV-1, à une position en porte-à-faux arrière et cet emplacement est ensuite gardé pour les DMC-12 de série. Le châssis devait initialement être produit grâce à l'utilisation d'une nouvelle technologie de fabrication non testée connue sous le nom de moulage de réservoir élastique (Elastic Reservoir Moulding, ERM), qui allégerait la voiture tout en réduisant vraisemblablement ses coûts de production. Cette innovation ne se révèlera pas industrialisable et la DMC-12 recourra à une solution conventionnelle : un châssis tubulaire en double Y, proche dérivé de celui de la Lotus Esprit,.

#### Les prototypesTurbo

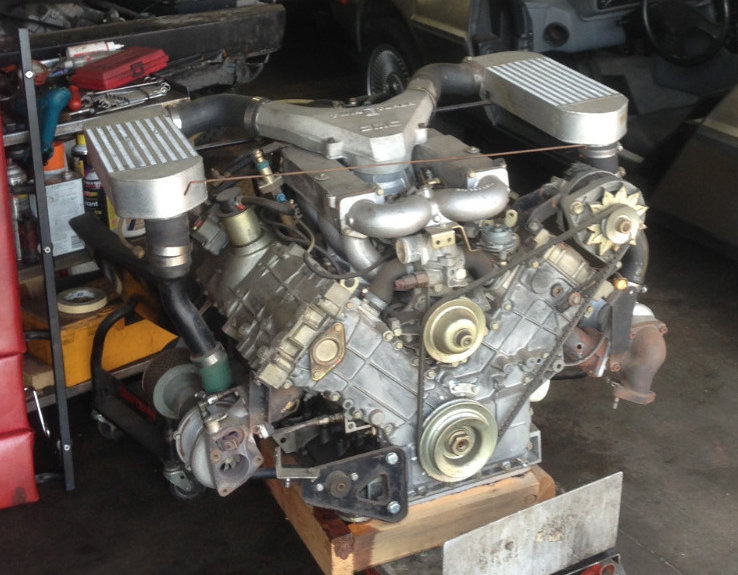
Moteur PRV de la VIN 530 muni de deux turbocompresseurs.

Entre 1977 et 1980, avant que les premières DMC-12 ne sortent d'usine, la DeLorean Motor Company eut comme projet d'améliorer le moteur V6 PRV qui avait des performances limitées. L'entreprise chargée de ce projet fut le motoriste spécialisé Legend Industries, basé à Long Island à New York. À la suite de nombreux retards et problèmes de fabrication des voitures, ce projet fût repoussé. Cependant, Legend Industries commence à travailler sur le projet avec deux Alpine A310 ayant les numéros VIN 45123 et VIN 45124. Les A310 sont des coupés dans le même style de la DMC-12 et sont équipés de série du moteur PRV dès 1976, d'où le choix de Legend Industries. Le projet eu deux sous-projets : le « Single Turbo », moteur modifié avec un seul turbo et le « Twin Turbo », moteur modifié avec deux turbos.
En janvier 1981, les premières DMC-12 sortent d'usine et quatre d'entre elles ont été envoyées chez Legend Industries. Ils ont également disposés d'un compartiment arrière d'une DMC-12 muni d'un moteur PRV nommé « Pilot 16 ».
- VIN 502 (immatriculation 905 839) - projet « Twin Turbo » ;
- VIN 528 (immatriculation 905 840) - projet « Single Turbo » ;
- VIN 530 (immatriculation 905 842) - projet « Twin Turbo » ;
- VIN 558 (immatriculation 905 841) - projet « Single Turbo ».

En novembre 1981, les quatre DMC-12 survitaminées sont prêtes et sont présentées aux dirigeants de la DeLorean Motor Company,. Vingt-huit employés de Legend Industries ont participé à ce projet, dont parmi eux des ingénieurs, des concepteurs, des mécaniciens, des maquettistes, des designers, des assistants d'administrations et de marketings ainsi que les responsables tels qu'un directeur et vice-président de l'ingénierie. Fred Dellis, le président de Legend Industries est le principal cerveau derrière le développement du moteur PRV bi-turbo. L'entreprise a été mise en faillite après la disparition de DMC, car c'était son plus gros client,.

##### VIN 502
La VIN 502 est la deuxième DMC-12 à être sortie d'usine. L'implantation des nouveaux éléments mécaniques sur le moteur sont identiques à ceux des Alpine A310, soit deux filtres à air placés dans les angles du compartiment moteur reliés au collecteur d'admission, lui même relié à l'entrée d'air du système d'injection K-Jetronic. Deux turbocompresseurs sont également reliés, d'un côté au collecteur d'admission, et de l'autre côté au système d'échappement qui a été entièrement construit sur mesure afin de pouvoir tout assembler. Un intercooler air/air a probablement été installé également. Avec tous cet équipement supplémentaire, la voiture dispose d'une puissance de 350 ch, une accélération de 0 à 60 mph (96 km/h) en 5,8 s et a parcourus le quart de mile (402 m) en 14,7 s,.
John Delorean a conduit cette voiture après que Legend Industries ait terminé sa première série de tests et a cité à l'époque, sur les performances de la voiture : « les belles voitures sont enfin à la hauteur de leurs performances ».
En 1983, à la suite de la mise en faillite de la DeLorean Motor Company, la VIN 502 a été vendue aux enchères et son nouveau propriétaire roulait régulièrement avec. Elle a ensuite été revendue via des sites internet jusqu'à être rachetée en 2001 par un ancien employé de Legend Industries. En 2004, la VIN 502 reçoit une restauration complète comprenant notamment les panneaux de carrosserie et l'intérieur avec de nouvelles housses de sièges et une nouvelle peinture pour les garnitures. Le haut du moteur a également subi un entretien. La voiture serait aujourd'hui chez un nouveau propriétaire en Nouvelle-Zélande,.

##### VIN 528
Cette voiture subit également des modifications moteurs, notamment avec la pose de bi-turbo sur l'admission. L'entreprise Legend Industries la modifie ensuite pour tester l'utilisation d'un turbo simple. Parmi les quatre voitures modifiés, elle est la seule confirmée à être équipée d'un mono-turbo.
En 2005, cette voiture est récupérée par l'entreprise PJ Grady, qui est toujours en activité et est spécialisée dans les DMC-12. Elle reçoit une restauration complète.

##### VIN 530
Également dans le projet de « Twin Turbo », cette voiture subit des modifications au niveau de la motorisation. Ceux-ci furent quasiment identiques à la VIN 502, à quelques modifications près, et fut choisie pour des tests de comparaison avec sa jumelle. Une roue semblable à celles des vélos fut installée à l'arrière, comme une remorque, afin de faire ces tests.
Après la mise en faillite de la DeLorean Motor Company puis de Legend Industries, la VIN 530 est visible dans une casse en 1985 dans laquelle elle reste stockée pendant près de cinq ans. En 1990, elle est achetée par Robert Grady, qui créa plus tard l'entreprise PJ Grady Inc. qui s'est spécialisée dans la rénovation et l'information des DeLorean DMC-12. Il commence une restauration de la voiture puis, à la suite du succès de ses clients professionnels dans lequel il reste très occupé, il décide de suspendre ce projet.
Le 4 janvier 2015, la voiture est transférée en Angleterre puis ses travaux de restauration furent complétés,.

##### VIN 558
L'entreprise britano-américaine PJ Grady, qui recense les DMC-12, note que la VIN 558 serait la « Single Turbo » du projet de Legend Industries manquante. Elle aurait été vendue aux enchères après la mise en faillite de l'entreprise. Elle refait surface dans la fin des années 1980 grâce à son propriétaire qui aurait contacté l'entreprise PJ Grady. Le propriétaire informe que le moteur modifié aurait été retiré et qu'un moteur DeLorean d'origine avait été installé.

### Les «mules»
Plusieurs centaines de DMC-12 ont été produites sans panneaux en acier inoxydable, pour la formation des ouvriers, et sont appelées « voitures noires » ou « mules », en référence à leurs panneaux en fibre de verre noire au lieu d'inox. Celles-ci n'ont jamais été commercialisées,.

### LesDMC-12peintes

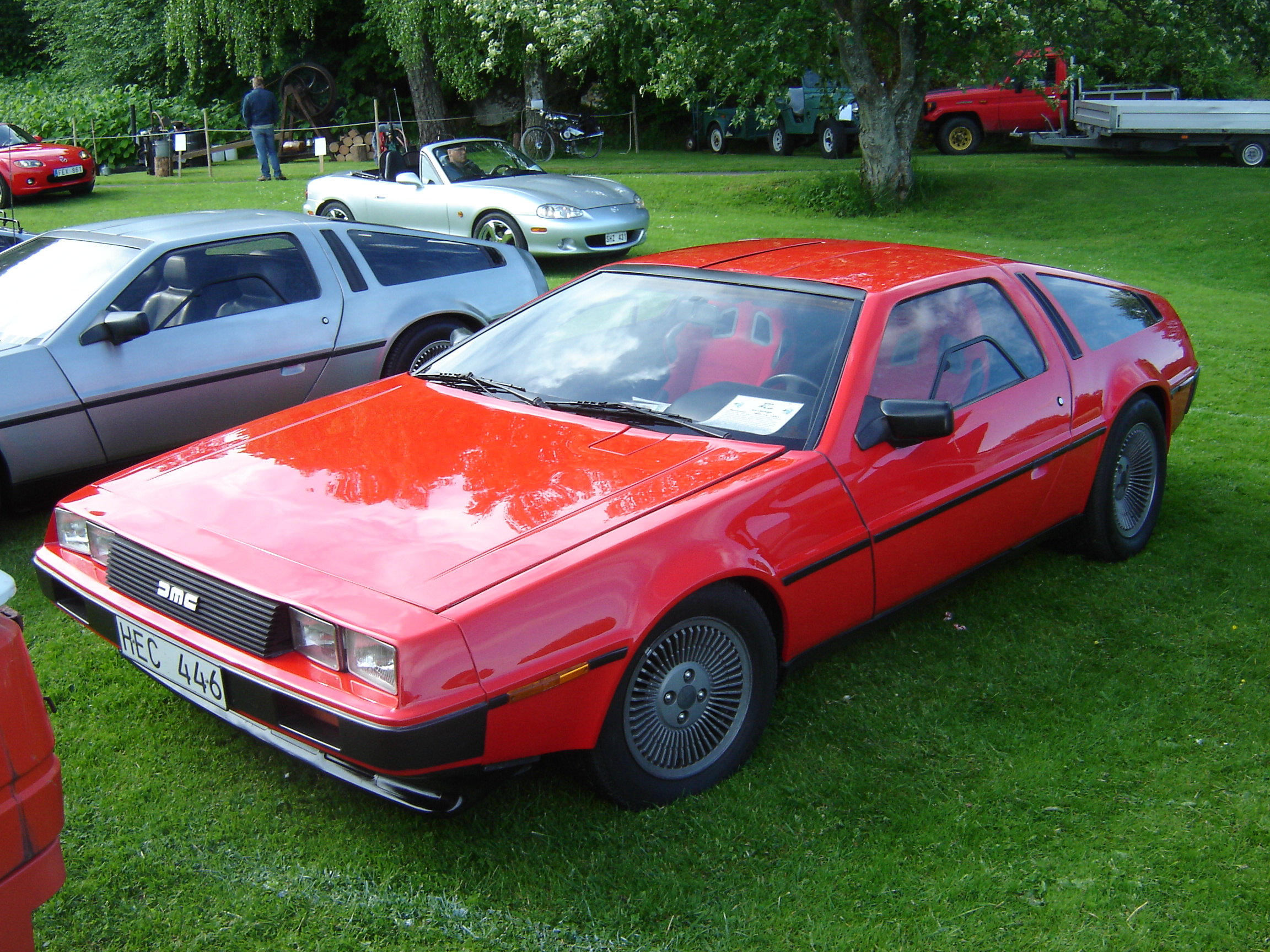
Une DMC-12 repeinte en rouge.

À l'origine, et malgré les rumeurs, la totalité des modèles produits de l'usine de Dunmurry en Irlande du Nord, sortaient avec une carrosserie en acier inoxydable brossé. DMC n'a jamais produit de voiture peinte en usine. Cependant, une entreprise sous-traitante de DeLorean Motor Company eut la possibilité de peindre quelques DMC-12. Ainsi, trois exemplaires ont été envoyés dans l'usine de ce sous-traitant aux États-Unis : l'une était peinte en noir (série 667), une autre en rouge (série 661) et la dernière en jaune (série 672).
Après avoir utilisé les trois exemplaires comme voitures de société pour DeLorean, le constructeur automobile les a vendues à peu près au moment où l'entreprise a fait faillite à la suite de l'arrestation de John DeLorean en 1982. La voiture rouge a finalement été vendue à un particulier qui, ignorant son importance historique, l'a dépouillée jusqu'au métal nu. La voiture noire a fait son chemin vers le New Jersey où elle aurait été repeinte en bleu. Enfin, la voiture jaune était connue pour la dernière fois dans son état peint d'origine et résidait en Pennsylvanie en 2018.

### LesDMC-12plaquées or
Dans le cadre d'une promotion, pour Noël 1980, la compagnie American Express désirait vendre des DMC-12 plaquées or 24 carats à ses clients les plus fidèles et possédant la carte de paiement « gold ». L'American Express et la DeLorean Motor Company concluent un contrat et 100 voitures de cette édition limitée sont proposées au prix de 85 000 dollars chacune. Dans le catalogue de DeLorean, l'American Express la déclare comme étant « la voiture la plus luxueuse du monde ».
Seulement deux voitures ont été vendues parmi les trois fabriquées en usine. Deux autres ont été plaquées en or, à l'initiative de leurs propriétaires,.

#### La VIN «4300»

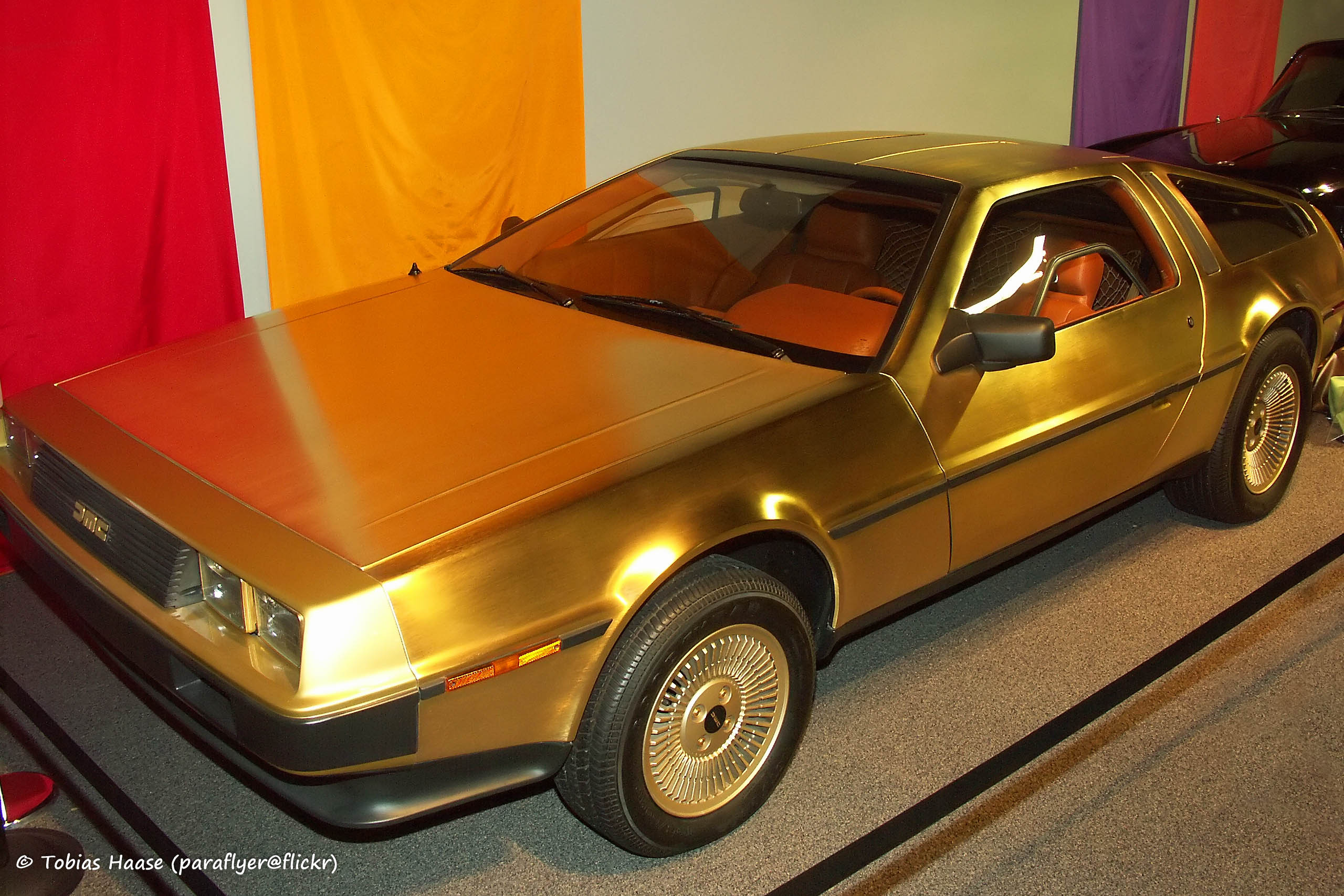
La DMC-12 VIN « 4300 » plaqué or au National Automobile Museum à Reno (Nevada).

La première a été acquise par un entrepreneur canadien, Sherwood Marshall, qui en a fait don au National Automobile Museum situé à Reno (Nevada). Elle porte le numéro VIN « 4300 », dispose d'un intérieur de couleur marron et d'une transmission manuelle,,.

#### La VIN «4301»
La deuxième fut acquise par Roger Mize, le président de la Snyder National Bank à Snyder, au Texas. La voiture a résidé pendant une vingtaine d'années dans une vitrine du hall de la banque. En 2003, elle est donnée au musée Petersen à Los Angeles en Californie où elle réside encore aujourd'hui. Elle porte le numéro VIN « 4301 », dispose d'un intérieur noir et d'une boîte de vitesse automatique. Pendant les vingt ans dans la banque et dans le musée, elle n'a jamais été démarrée. Son compteur kilométrique affiche environ 10 miles, soit 16 km, dont la plupart ont été accumulés lorsque celle-ci est déplacée dans le musée en la poussant,,.

#### La VIN «20105»
Une troisième fut construite par Consolidated International en 1983, juste après la faillite de DeLorean Motor Companyet. Elle est la toute dernière DMC-12 à être fabriquée et sortie de l'usine et porte le numéro de fabrication VIN « 20105 ». Ce véhicule a été assemblé à partir de pièces détachées commandées par American Express, pour remplacer des pièces endommagées aux deux autres lors du transport. Parmi toutes les pièces de rechange, la portière droite a été endommagée à l'usine de Dunmurry, laissant cette DMC-12 sans porte droite de rechange. Pour que Consolidated International complète le reskin[Quoi ?] de cette voiture, ils ont fait plaquer une porte aux États-Unis. Cette voiture est maintenant dans une collection privée dans le Maryland,.

#### Les autresDMC-12plaquées or
Deux autres ont été plaquées en or, à l'initiative de leurs propriétaires,.
La première porte le VIN « 5421 » et dispose d'une boîte de vitesses manuelle et d'un intérieur noir. Son premier propriétaire, vivant à New York, a acheté cette DMC-12 neuve en inox classique en 1981. Il explique avoir acheté la toute première DMC-12 de Long Island, et l'avoir payée environ 28 000 $. Il avait reçu, juste auparavant, l'offre d'American Express décrivant les 100 Deloreans en or 24 carats et a trouvé ça « cool ». Après avoir fait quelques recherches, cette personne trouve une entreprise pour faire un placage électrochimique, situé à Laurel. Un placage au pinceau a été effectué pour chaque éléments de la voiture, après un long procédé chimique. Le placage à l'or comprenait également les embouts d'échappement. Les jantes et les pare-chocs ont été pulvérisés avec de la peinture dorée pour correspondre au placage. Il a fallu trois mois pour terminer la totalité de la voiture. L'ensemble du projet lui aurait coûté environ 8 000 $ en 1981 (la galvanoplastie à l'or, la peinture des roues et pare-chocs ainsi que le voyage et l'hôtel). Avec le prix de la voiture neuve, le coût total est de 36 000 $, soit une économie de 49 000 $ réalisée par rapport à l'offre d'American Express. Plusieurs mois plus tard, cette personne vend sa voiture à un Canadien qui ne pourra pas l'envoyer dans son pays à la suite de problèmes juridiques. Elle est donc stockée dans un garage pendant un certain temps près des chutes du Niagara. Elle est ensuite revendue et est à ce jour introuvable.
Une seconde voiture, portant le numéro de fabrication VIN « 16625 », a également été plaquée or 24 carats. Elle date de 1983 et dispose d'un intérieur noir avec une transmission manuelle. Elle a été annoncée dans le magazine américain DuPont Registry de février 1990 chez un concessionnaire automobile à New York. Contrairement aux autres DMC-12 plaquées or, les faces avant et arrière de celle-ci n'ont pas été modifiées. Autre particularité, l'intérieur de la porte passager n'a également pas été plaqué or. En juin 2017, cette voiture refait surface dans une vente aux enchères ordonnée par un tribunal à Flint, dans le Michigan. Son kilométrage était de 156 milles au compteur. Elle fait maintenant partie d'une collection privée et est parfois vue lors d'expositions dans le nord-est des États-Unis,.

### LesDMC-12à conduite à droite

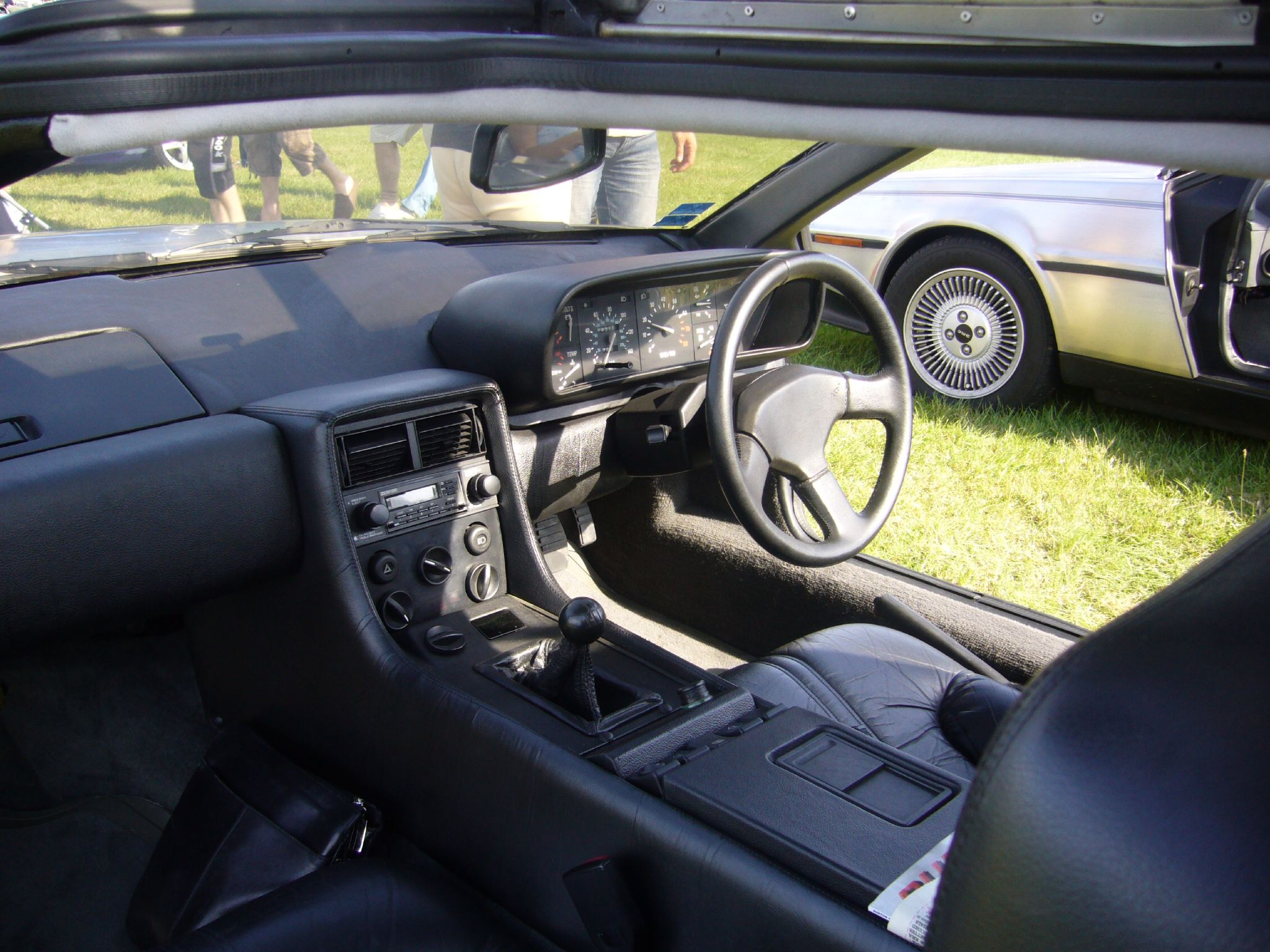
Vue intérieur d'une DMC-12 à conduite à droite.

Fabriqués pour les marchés britanniques et australiens, seulement 16 ou 17 exemplaires ont été produits avec le volant à droite. Afin d'homologuer un véhicule en Australie, cette caractéristique était obligatoire à l'époque.
En raison du coût prohibitif des outillages nécessaires à la réalisation de versions spécifiques, une société extérieure a été chargée de convertir les voitures. Ainsi, quelques DMC-12 ont été retravaillés par Wooler-Hodec, basée dans le comté du Hampshire. Afin de réduire les coûts, les conversions ont été réalisées à partir de véhicules de présérie et non à partir de voitures destinées à être commercialisées en premier lieu,.

## Caractéristiques

### Dimensions
|                           | DMC-12              |
| ------------------------- | ------------------- |
| Longueur                  | 4 216 mm            |
| Largeur                   | 1 857 mm            |

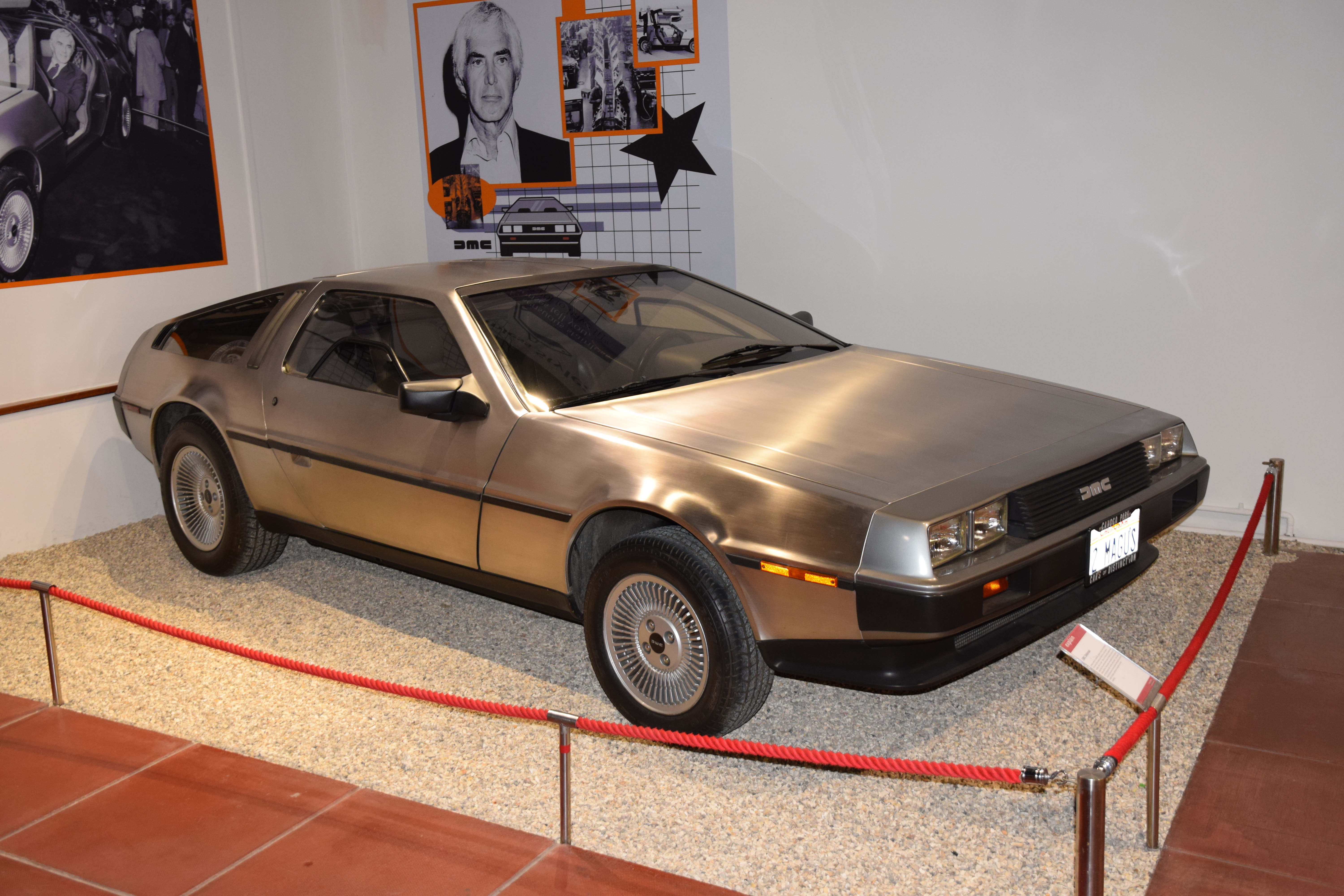
Une DMC-12 de 1981.

| Hauteur (portes fermées)  | 1 140 mm            |
| Hauteur (portes ouvertes) | 1 961 mm            |
| Empattement               | 2 413 mm            |
| Voies Avant / Arrière     | 1 661 mm / 1 490 mm |
| Rayon de braquage         | 11 m                |
| Masse à vide (PV)         | 1 233 kg            |
| PTAC                      | ... kg              |
| Coffre                    | 396 l               |
| Capacité du réservoir     | 51 l                |

Note : ce tableau comprend les dimensions hors-tout, cependant, les rétroviseurs, antennes ou autres éléments hors carrosserie ne sont pas pris en compte.

### Chaîne cinématique

#### Motorisation

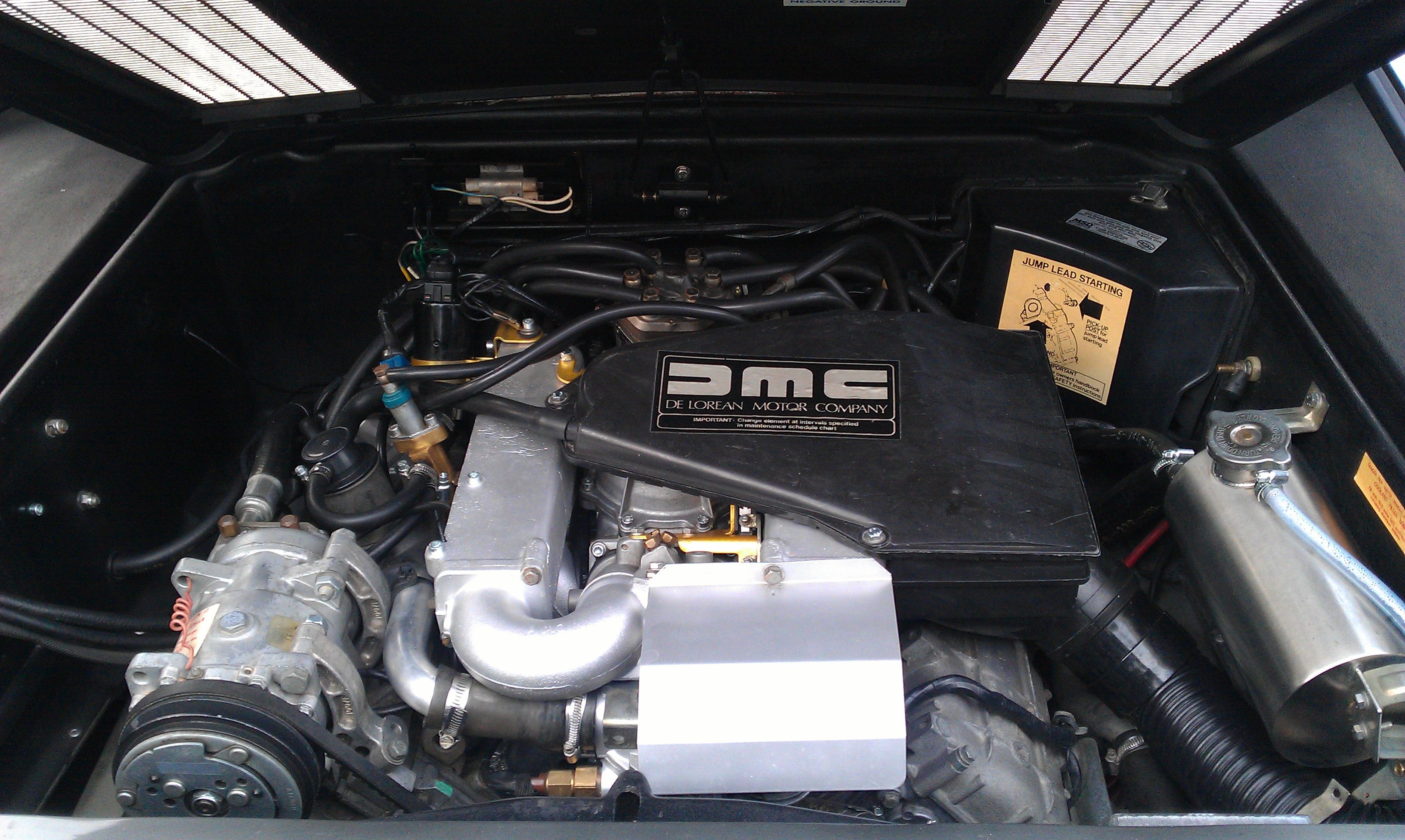
Moteur PRV V6.

À l'origine, le moteur monté à l'arrière de la DMC-12 devait être un moteur à piston rotatif de type Wankel, mais en raison de l'arrêt de la production et la dissolution de l'entreprise Comotor en 1977 qui fabriquait ce moteur, ce choix est vite abandonné.
Le premier prototype est équipé d'un moteur 4 cylindres en ligne de la Citroën CX. Dans le second prototype, le moteur PRV (Peugeot-Renault-Volvo) V6, est choisi et finalement retenue pour la DMC-12 de série. Après signature d'un contrat avec DMC, le PRV passe à une cylindrée de 2,85 litres. Ce moteur est une évolution du 2,7 L, alors présent dans la Renault 30. Il est déjà certifié aux normes anti-pollution aux États-Unis avec la Peugeot 604 et ne demandait donc plus qu'un test de 5 000 miles d'émissions toxiques au lieu des 50 000 miles obligatoires. Il dispose d'un système à injection direct type K-Jetronic de la marque Bosch. Pour un refroidissement adéquat du moteur, le radiateur est installé à l'avant. Le moteur PRV est fabriqué dans l'usine de Douvrin, près de Lens au nord de la France.
D'après son constructeur, la DMC-12 avec boîte manuelle passerait de 0 à 60 mph (97 km/h) en 8,8 secondes (9,5 secondes en réalité). Équipée d'une boite de vitesses automatique, ce temps passerait à 10,5 secondes, chiffre mesuré par le magazine Road & Track.
À cause de ce manque cruel de puissance, le constructeur voulait implanter deux turbocompresseurs jumelés à ce moteur PRV. Quatre prototypes ont été fabriqués,.
| Modèle et boîte              | Construction   | Moteur + Nom            | Cylindrée         | Puissance                       | Couple                 | 0 à 60 mph | Vitesse maxi        | Consommation + CO2     |
| ---------------------------- | -------------- | ----------------------- | ----------------- | ------------------------------- | ---------------------- | ---------- | ------------------- | ---------------------- |
| DMC-12 (boîte mécanique 5)   | 01/1981 - 1983 | 6 cylindres en V PRV ZN | 2 849 cm3 (2,8 L) | 95,6 kW (130 ch) à 5 500 tr/min | 216 N m à 2 750 tr/min | 9,5 s      | 192 km/h (205 km/h) | ~ 10 l/100 km ... g/km |
| DMC-12 (boîte automatique 3) | 01/1981 - 1983 | 6 cylindres en V PRV ZN | 2 849 cm3 (2,8 L) | 95,6 kW (130 ch) à 5 500 tr/min | 216 N m à 2 750 tr/min | 10,5 s     | ... km/h            | ... l/100 km ... g/km  |

Autres informations :
- taux de compression de 8,8:1 ;
- diamètre de piston de 91 mm et une course de 73 mm ;
- puissance fiscale : 16 CV[1] ;
- rapport poids/puissance : 9,9[1] ;
- 1 000 m, départ arrêté, mesuré : 33 secondes.

#### Boîtes de vitesses
La boîte de vitesses mécanique à cinq rapports, conçue par Renault, est fabriquée par Renault à l'usine de Cléon[réf. nécessaire].
La boîte de vitesses automatique à trois rapports, conçue également par Renault, est fabriquée par la STA à Ruitz[réf. nécessaire].
Les moteurs et boîtes de vitesses sont envoyés chaque semaine par la mer des usines PRV jusqu'à l'usine DMC en Irlande du Nord[réf. nécessaire].

### Mécanique
En termes de freinage, la DMC-12 dispose d'un système hydraulique à double circuit avec servo-frein à dépression. Les voitures sont toutes munies de disques pleins à l'avant et à l'arrière et d'étriers à simple piston. Le frein de stationnement est mécanique (commande à main), agissant sur les roues arrière.
La direction est à crémaillère et pignon, avec 2,65 tours de volant, de butée à butée, et un rayon de braquage de onze mètres. La DMC-12 est initialement équipée de jantes en alliage de 14 pouces de diamètre et de six pouces de large à l'avant, et quinze pouces de diamètre et huit pouces de largeur à l'arrière, montées sur pneus Goodyear radiaux. En raison du moteur monté à l'extrême arrière du véhicule, la DMC-12 a une répartition des masses assez inégale, soit 35 % à l'avant et 65 % à l'arrière.
La suspension est à quatre roues indépendantes, avec ressorts hélicoïdaux et amortisseurs hydrauliques. Le train avant possède deux triangles superposés, le train arrière est du type « multibras »,. La tenue de route de la voiture est considérée comme très bonne. Le dessin du châssis et la hauteur de la voiture sont dictés par les exigences de hauteur de pare-chocs et d'éclairage alors en vigueur à l'époque, mais de nombreux propriétaires ont depuis remplacé ou modifié les ressorts avant pour retrouver le dessin original.

### Châssis et carrosserie

#### La carrosserie

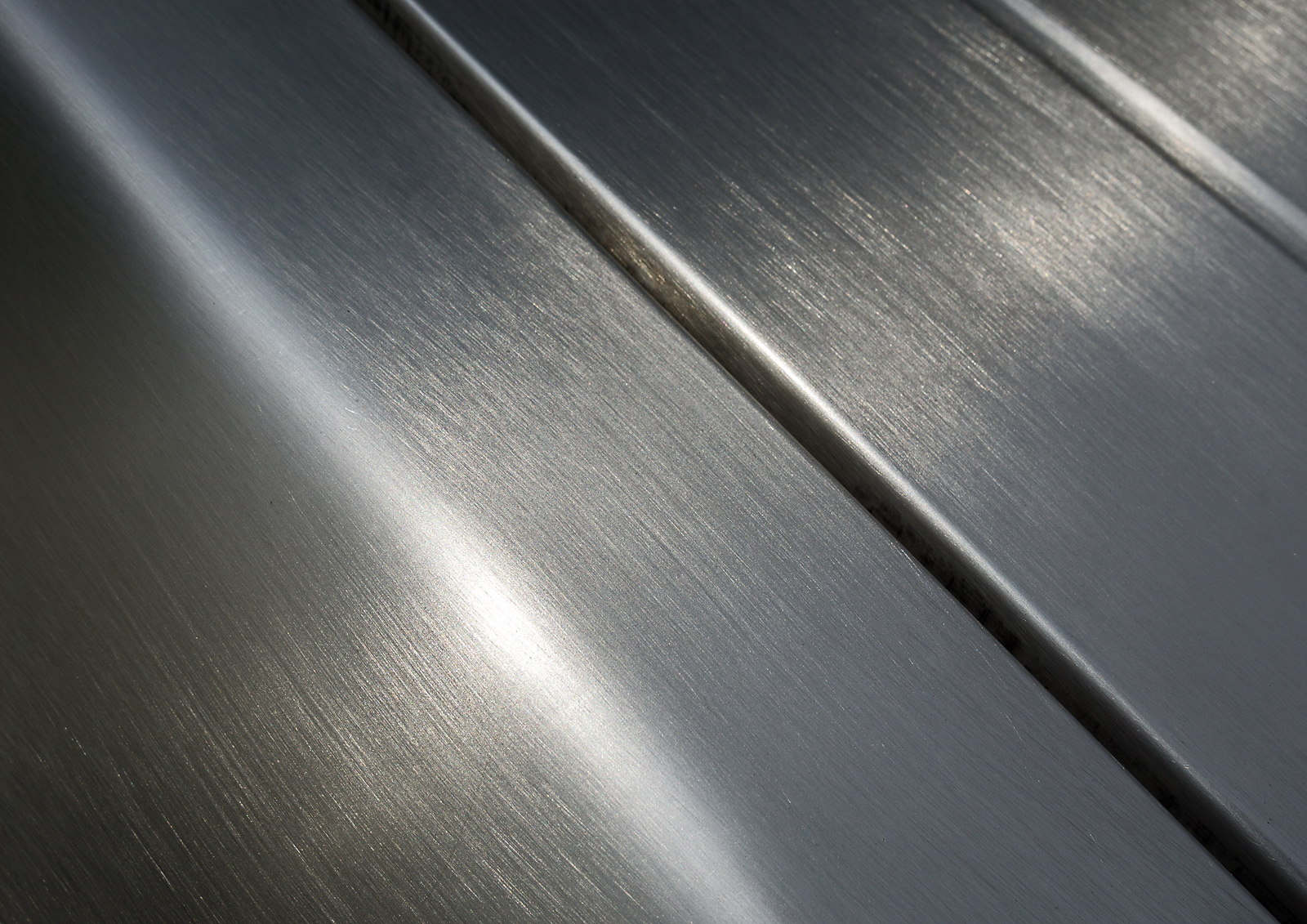
Acier inoxydable brossé de la DMC-12.

Le dessin de la carrosserie est dû à l'italien Giorgetto Giugiaro de l'entreprise Italdesign. Elle est recouverte d'acier inoxydable brossé, sans peinture ni vernis. Le type de l'acier utilisé est de l'inox 304 austénitique qui a la particularité d'être non-magnétique. Cette catégorie d'acier inoxydable est très peu répandue dans l'industrie automobile car il coûte environ cinq fois plus cher que l'acier classique. En contrepartie, la DeLorean Motor Company réalise des économies sur la peinture et pouvait offrir une garantie anticorrosion, chose très rare à l'époque. Les panneaux en inox sont fixés sur une structure monocoque en fibre de verre, structure elle-même fixée sur un châssis en double-Y dérivé de celui de la Lotus Esprit.
Cinq véhicules ont été plaqués or 24 carats. Des DeLorean peintes existent, mais elles l'ont toutes été après leur sortie d'usine. Plusieurs centaines de voitures sont également produites sans les panneaux d'acier inoxydable, pour les modèles d'essai, et sont appelées « black cars » ou « mules », en référence à leurs panneaux de fibre de verre de couleur noire en lieu et place de l'acier inoxydable. Elles n'ont jamais été commercialisées.

#### Entretien de la carrosserie

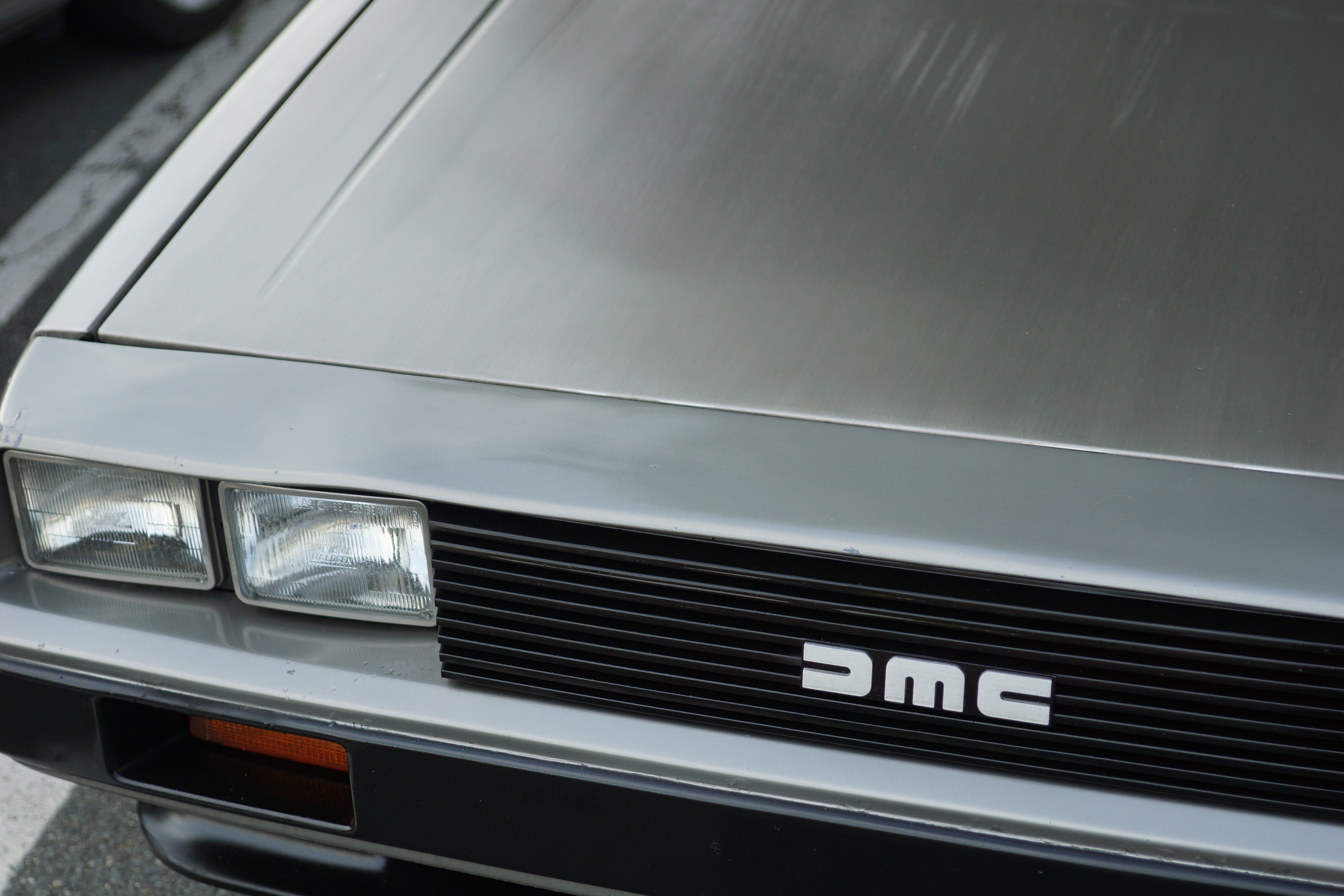
Vue détaillée de l'avant de la DMC-12.

Une carrosserie en inox non peinte présente des difficultés lors de sa restauration. Dans la réparation traditionnelle des carrosseries, les imperfections sont souvent corrigées à l'aide de mastic de carrosserie ou par étamage, ce qui ne pose pas de problème puisque le mastic est ensuite masqué par l'apprêt et la peinture finale (sur beaucoup de voitures contemporaines du mastic est utilisé pour dissimuler la jointure entre le pavillon et le panneau de l'aile arrière, par exemple). Avec une carrosserie non peinte, le matériau doit être réparé de manière parfaite et sans artifice. En outre, il est extrêmement difficile de peindre une carrosserie en inox, la peinture ayant des problèmes d'accroche sur ce matériau. DeLorean envisageait à l'époque que les panneaux de carrosserie endommagés soient purement et simplement remplacés plutôt que réparés, ce qui explique la grande quantité de pièces de carrosserie toujours disponible actuellement.
Les petites imperfections dans les panneaux inox peuvent être ôtées à l'aide d'un tampon à récurer non métallique (alors que les tampons en métal peuvent laisser des particules métalliques incrustées dans l'inox, ce qui peut donner un aspect « rouillé » à l'inox), ou même à l'aide de papier de verre.

#### Les portes papillon

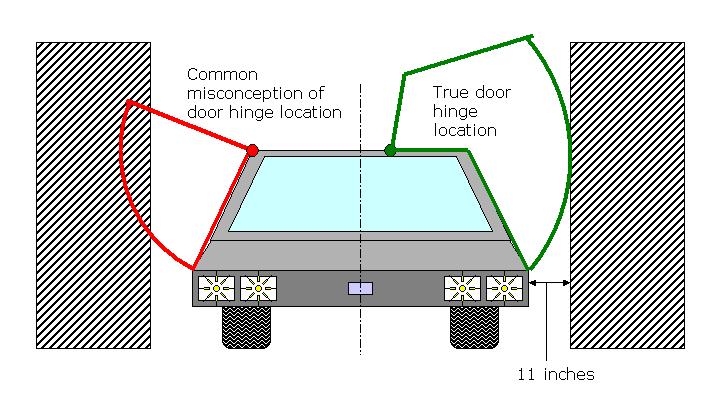
Diagramme de l'ouverture des portes papillon de la DMC-12.

Une idée fausse sur la DMC-12 est que l'ouverture de ses portes requiert plus d'espace latéral qu'un véhicule à ouverture de portière classique. À l'inverse, les portières, lorsqu'elles sont ouvertes, requièrent seulement 28 cm (11 pouces) de largeur par rapport au véhicule ; ouvrir et fermer les portières dans un espace réduit est donc aisé, sauf si le plafond, dans le cas d'un parking couvert, est très bas.

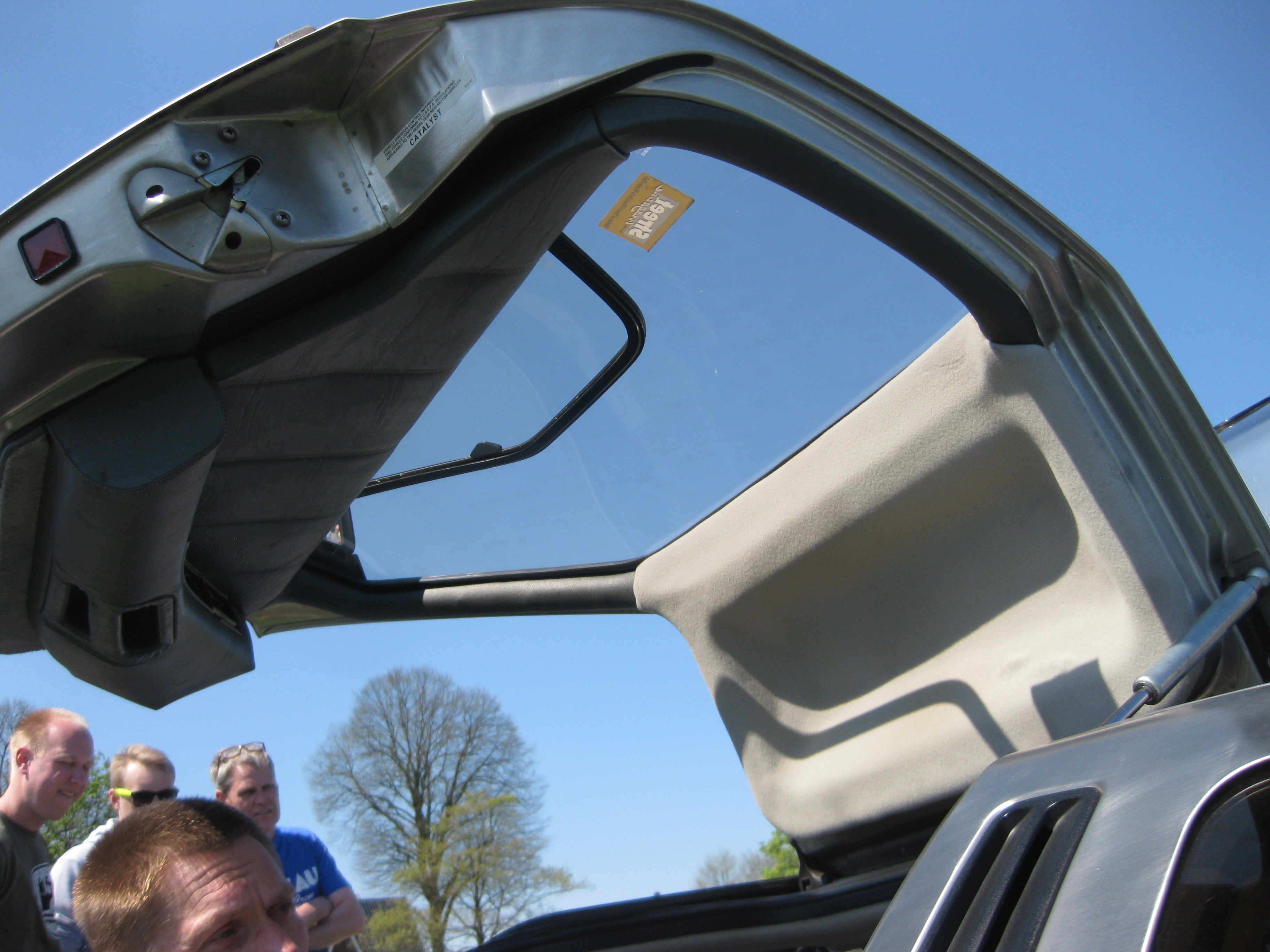
Vue détaillée d'une porte ouverte.

Les portes papillon ont été choisies par John DeLorean en référence à la mythique Mercedes-Benz 300 SL, surnommée « Gullwing » (mouette en français, en fonction de l'allure qu'avait la voiture). Chacunes d'elle font un poids de 70 kg. Le système d'ouverture est conçu par Grumman, fabricant du LEM pour aller sur la Lune. L'ouverture se fait grâce à une barre de torsion préréglée cryogéniquement placée au niveau des gonds de chaque porte et est assistée par un vérin, qui sert également à les retenir,. Comme la Lamborghini Countach, les portières de la DMC-12 possèdent de petites vitres partiellement ouvrantes, électriques de série. Des vitres intégralement descendantes n'auraient en effet pas été possibles du fait de la hauteur réduite des panneaux de portes. Ces portières possèdent en revanche deux éclairages de sécurité rouge et orange sur leur tranche, permettant de voir le véhicule sur tous les côtés de nuit, ou par faible luminosité.

#### Le châssis
Bill Collins et John DeLorean envisagent un châssis fondé sur une nouvelle technologie connue sous le nom de ERM (pour « elastic reservoir moulding »), qui contribuerait à réduire le poids ainsi que les coûts de fabrication. Cependant, cette technologie, dont DeLorean a acquis les droits d'utilisation, se révèle inadaptée pour une production de masse.
Ces problèmes, ainsi que d'autres modifications d'envergure apportées au concept original engendrent une pression considérable sur les délais de mise au point. Le véhicule doit être presque entièrement reconçu, le travail étant confié à Colin Chapman, fondateur et dirigeant de Lotus. Chapman remplace la plupart des matériaux douteux et impose des techniques de fabrication utilisées chez Lotus : la DMC-12 se voit dotée de la suspension et du châssis utilisés sur la Lotus Esprit. Cependant, les caractéristiques essentielles voulues par DeLorean sont conservées : la ligne, signée Giorgetto Giugiaro, les portes papillon et la carrosserie en acier inoxydable.
Comme le moteur est monté à l'arrière du véhicule, la répartition du poids est de 35 % à l'avant et de 65 % à l'arrière.

### Intérieur, options et accessoires
Les premiers modèles pour crash tests et le prototype de 1976 ont été équipés d'airbag mais cette option est supprimée pour les voitures de séries.
La lunette arrière reçoit des persiennes. La DMC-12 disposait d'une dotation assez complète (climatisation, radio cassette AM/FM, sellerie cuir...) mais ne permettait pas de personnalisation par le biais d'options. Seuls quelques accessoires furent proposés au public. Plusieurs modèles de radio se sont succédé, certains dotés d'une horloge intégrée. Dans le cas contraire, une horloge venait prendre place devant le levier de vitesse.
Ajout de lanières pour fermer les portes, les poignées étant trop hautes. Un intérieur gris clair est venu seconder le noir initialement disponible.

## Prix
Le nom de la voiture DMC-12 provient de son prix prévu initialement de 12 000 dollars. En 1981, une DMC-12 possède un tarif indicatif de 25 000 dollars (le supplément pour transmission automatique étant de 650 dollars),, ce prix équivaut à environ 65 071 dollars de 2014. À une époque[Quand ?] il existait une liste d'attente de personnes prêtes à payer 10 000 dollars de plus que le prix catalogue pour être prioritaires ; cependant, après la faillite de l'entreprise, les voitures restantes seront finalement vendues sous le prix catalogue.
La DMC-12 est uniquement disponible avec deux options : transmission manuelle montée de série, ou transmission automatique contre supplément ; l'intérieur de la voiture peut être choisi en gris ou noir. Plusieurs options proposées par les concessionnaires sont également proposées : housse, tapis de sol, bandes décoratives extérieures grises ou noires, porte-bagages ou porte-skis adaptables. La finition standard de la voiture inclut la carrosserie inox brute, portes papillon, sellerie cuir, climatisation, radio-cassette AM/FM, vitres et rétroviseurs électriques, verrouillage centralisé, vitres teintées, bandes de protection latérales, essuie-glaces intermittents et lunette arrière dégivrante[réf. nécessaire].

## Production, évolutions et export
Environ 9 200 DMC-12 sont produites entre janvier 1981 et décembre 1982, dont près d'un cinquième en octobre 1981. Très peu de voitures sont produites entre février et juillet 1982, une production importante n'ayant repris qu'en août. Selon certaines sources, seulement 8 583 DMC-12 auraient été produites,.
Bien qu'il y ait eu peu d'années-modèles concernant la DeLorean, plusieurs changements interviennent durant la production. John DeLorean affirma que les changements à chaque année-modèle n'étaient qu'un artifice destiné à vendre davantage de véhicules. Plutôt que d'opérer de grands changements à chaque nouvelle année-modèle, il change ou améliore quelques détails durant la production (ce qui est toujours la norme aujourd'hui). Il n'y a donc pas de distinction véritable entre les modèles 1981, 1982, et 1983, mais on observe en revanche de subtiles évolutions tout au long de la carrière de la DeLorean ; la plus visible est le changement de capot.

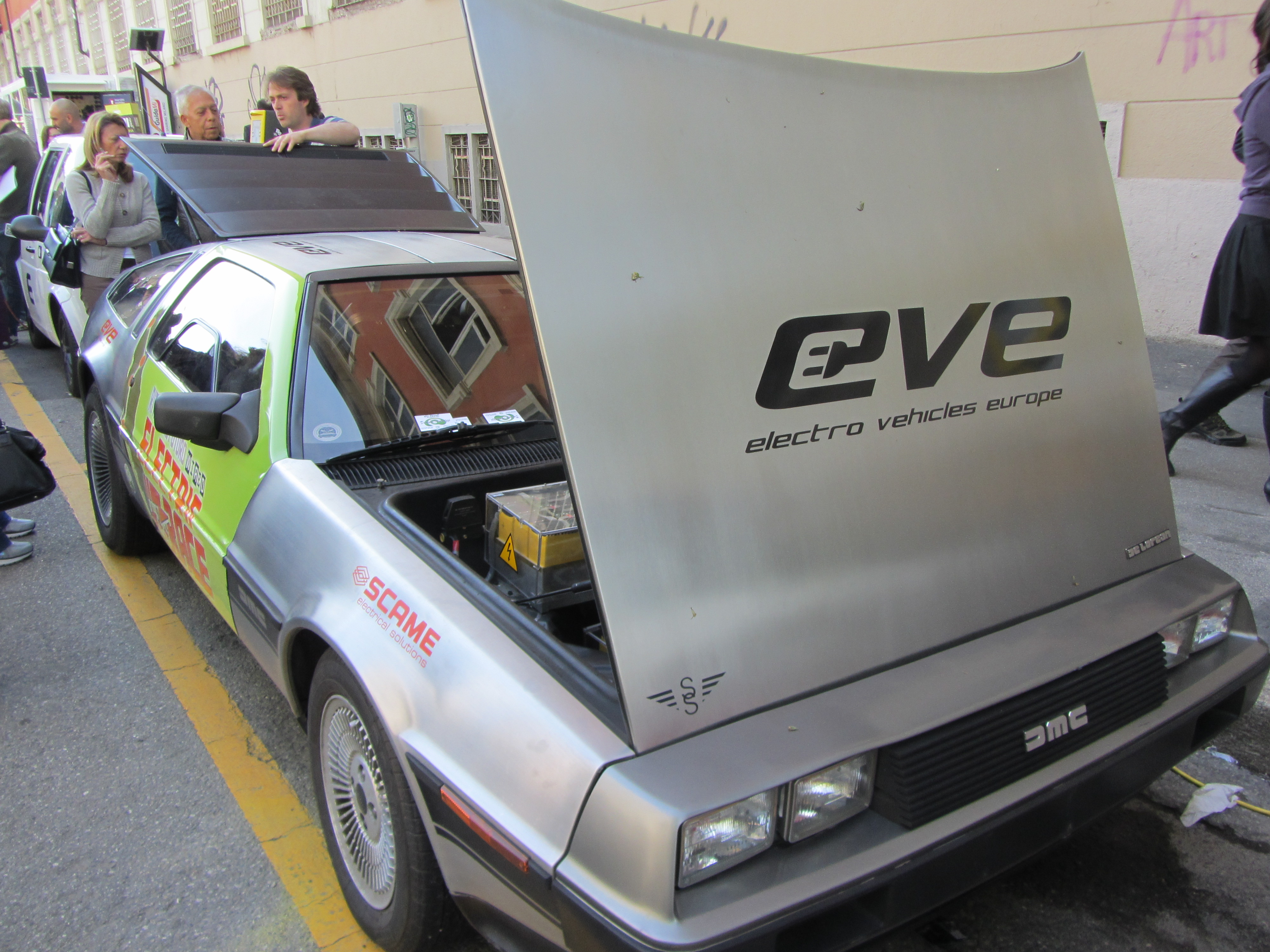
Une DMC-12 électrique à Milan en 2012.

En 2007, on estime que 6 500 véhicules sont encore en état de marche. Mi-2007, DMC annonce la remise en production pour 2008 de la DMC-12, en quantité limitée, à partir de 80 % de pièces d'origine et 20 % de pièces nouvelles.
En 2011, la production d'une DMC électrique (appelée « DMC EVE ») est annoncée pour 2013 par DeLorean Motor Company et Epic EV, projet qui n'a pas débouché sur une exploitation commerciale.
En 2016, DeLorean Motor Company annonce que, grâce à un assouplissement en 2015 de la législation américaine sur les véhicules anciens de petite série (le Low Volume Vehicle Manufacturing Act (en)), la production de la DMC-12 sera relancée en 2017 : DMC qui, jusque-là, ne faisait que réparer les modèles existants, prévoit de produire 300 exemplaires. Les plans seront par contre modifiés : par exemple, le moteur ne sera plus un PRV V6, afin de satisfaire les nouvelles normes anti-pollution. Le prix annoncé est supérieur à 80 000 dollars l'unité,.

### Production

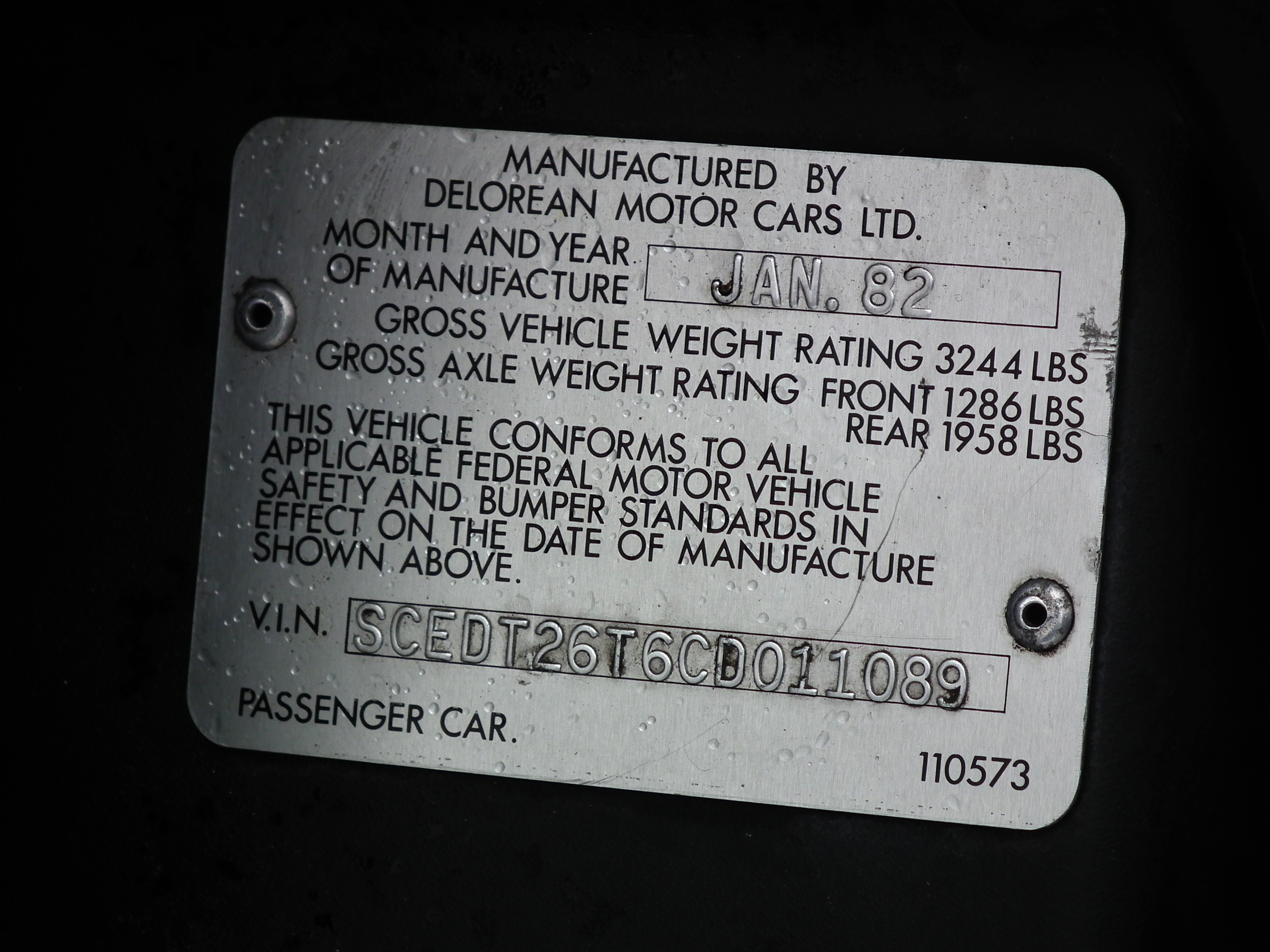
Plaque de fabrication.

| Carrosseries                                 | Code châssis VIN                             | Années                                       | Modèles                                      | Nombre d'exemplaires |
| -------------------------------------------- | -------------------------------------------- | -------------------------------------------- | -------------------------------------------- | -------------------- |
| Maquette                                     | —                                            | 1975                                         | Maquette de style « epo-wood »               | 1                    |
| Prototypes                                   |                                              | 1976 et 1977                                 | Prototypes « DSV-1 » et « DSV-2 »            | 2                    |
| Prototypes                                   |                                              | 1978                                         |                                              | ?                    |
| Total des maquettes et prototypes            | Total des maquettes et prototypes            | Total des maquettes et prototypes            | Total des maquettes et prototypes            | Inconnue             |
| Coupé                                        |                                              | 1981                                         | DMC-12                                       | 6 539                |
| Coupé                                        |                                              | 1982                                         | DMC-12                                       | 1 126                |
| Coupé                                        |                                              | 1983                                         | DMC-12                                       | 918                  |
| Total des coupés (avec versions spécifiques) | Total des coupés (avec versions spécifiques) | Total des coupés (avec versions spécifiques) | Total des coupés (avec versions spécifiques) | 8 583                |

## Dans la culture populaire

### Cinéma et télévision

#### TrilogieRetour vers le futur

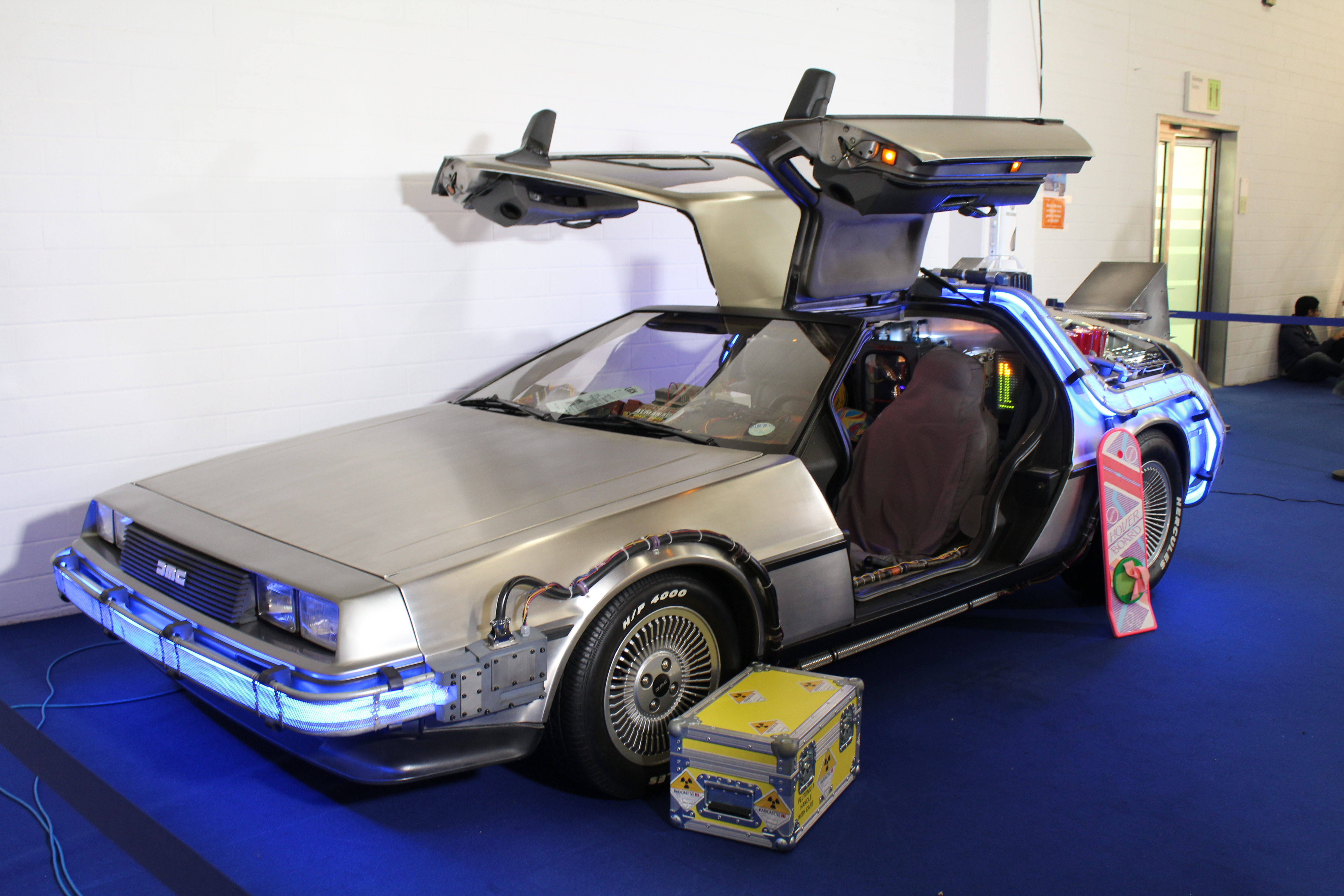
La DMC-12 de Retour vers le futur.

La DeLorean DMC-12 est notamment popularisée au cinéma dans la trilogie Retour vers le futur (1985-1990) où elle sert de machine à remonter le temps. Dans le premier film, le docteur Emmett Brown (interprété par Christopher Lloyd), inventeur de la machine, indique avoir choisi la DeLorean pour sa carrosserie en acier inoxydable, mais également pour sa beauté car, selon lui : « Quitte à voyager dans le temps au volant d'une voiture, autant en choisir une qui ait de la gueule ! »,,.
Lors du tournage de la trilogie, six unités de la DMC-12 ont été utilisées, plus une septième en fibre de verre pour les effets spéciaux. Parmi ces sept modèles, seulement trois existent encore actuellement. L'un d'entre eux est aujourd'hui exposé au musée Petersen de Los Angeles.
Quelques DMC-12 originales ont été modifiées par leurs propriétaires afin d'en faire des répliques.
La DeLorean de Retour vers le futur 2 apparaît dans le film Ready Player One (2018) de Steven Spielberg.

#### DocumentairesDeLorean
Dans le documentaire américan DeLorean de 1981, le prototype d'octobre 1976 et la DMC-12 de série y sont présentes. On peut y voir des images d'archives de ces véhicules ainsi que de John DeLorean,.
En 2019, un film-documentaire a été produit, et ayant comme personnage Alec Baldwin dans le rôle de John DeLorean, plusieurs DMC-12 de série ainsi que le prototype de 1976.

#### Autres apparitions remarquables
- Dans le film Wedding Singer : Demain, on se marie ! (1998), c'est avec cette voiture que Glenn Guglia (Matthew Glave) vient chercher Julia Sullivan (Drew Barrymore) à la sortie d'un bar[78].
- Dans Albert à l'ouest (2014), Christopher Lloyd fait une apparition avec une DeLorean dans une grange (en référence à Retour vers le futur).
- Le 22 octobre 2015, à l'occasion de la même date utilisée dans la trilogie Retour vers le futur, une DeLorean arrive sur le plateau du talk-show Jimmy Kimmel Live! conduite par Christopher Lloyd et Michael J. Fox, acteurs principaux de la saga, qui jouent ensuite un sketch.

- Dans la série Deux Flics à Miami (saison 1, épisode 9), on peut apercevoir trois DeLorean parquées au milieu d'un village des Everglades.
- On peut également l’apercevoir dans les séries Alerte Cobra, Cold Case[79] et dans l'épisode 10 de la saison 2 de Chuck.
- Un film publicitaire français de 2011 pour la marque Bénénuts débute par l'arrivée d'une DeLorean rouge[80]. Dans cette publicité, les deux protagonistes ouvrent le coffre arrière pour montrer leur produit, or sur cette voiture le moteur se trouve à l'arrière et le coffre est donc à l'avant.
- Dans un sketch de l'émission Made in Groland du 26 avril 2014, une DeLorean est utilisée dans une parodie de Retour vers le futur[81].
- Dans la série The Last Man on Earth, Phil Miller (interprété par Will Forte) vole la DeLorean de Retour vers le futur (saison 2).
- Dans la série Orange Is the New Black, le gardien Joel Luschek possède une DeLorean.

### Clips musicaux
La DMC-12 apparaît dans les clips de plusieurs artistes et groupes : Macklemore et Ryan Lewis (Thrift Shop), Tunisiano (Équivoque), Daddy Yankee (Llegamos a la Disco), Owl City (Deer in the Headlights), 2 Brothers on the 4th Floor (Dreams [Will comme alive]), Beastie Boys (court-métrage Fight for Your Right Revisited), Rim'K (DeLorean), Redfoo (New Thang), Helmut Fritz (Les filles), Amidala (Joke), etc.

### Jeux vidéo
- Dans le jeu vidéo Scarface: The World Is Yours de 2006, la DMC-12 est jouable[84] ;
- Dans le jeu indépendant Hotline Miami, le personnage principal se déplace d'un niveau à l'autre avec une DeLorean DMC-12. La DeLorean DMC-12 est également visible dans le jeu vidéo Payday 2 et plus particulièrement dès le premier niveau de la mission Hotline Miami du DLC du même nom sorti le 30 septembre 2014.
- Elle figure aussi dans les jeux de simulation Gran Turismo et Driver: San Francisco.
- Le 21 octobre 2015, Psyonix intègre (via un DLC payant) un modèle de la DeLorean depuis Retour vers le Futur comme voiture jouable dans le jeu-vidéo Rocket League.
- En 2011, une voiture inspirée de la DeLorean est disponible en DLC sur Xbox 360 et PS3 dans le jeu Burnout Paradise (aux côtés de la voiture de la série K 2000 et de celle du film Ghostbusters).
- Le 14 octobre 2011, la DeLorean DMC-12 de 1982 est aussi présente, sans DLC, dans le jeu Forza Motorsport 4, dès sa sortie. Elle sera aussi disponible dès la sortie dans le jeu de la même licence, Forza Horizon 5 (2021).
- La DeLorean a joué un rôle de premier plan dans le jeu vidéo Retour vers le futur, le jeu de 2010.
- Elle est présente dans la franchise Grand Theft Auto sous le nom « Deluxo ». Elle apparaît dans les jeux Grand Theft Auto: Vice City, Grand Theft Auto: Vice City Stories, ainsi que dans Grand Theft Auto: Online depuis la mise à jour « Le braquage de la fin du monde ». Dans ce dernier, la « Deluxo[85] » dispose d'une fonctionnalité permettant de faire léviter la voiture, rappelant la DeLorean dans la saga Retour vers le futur.

### Jouets et figurines

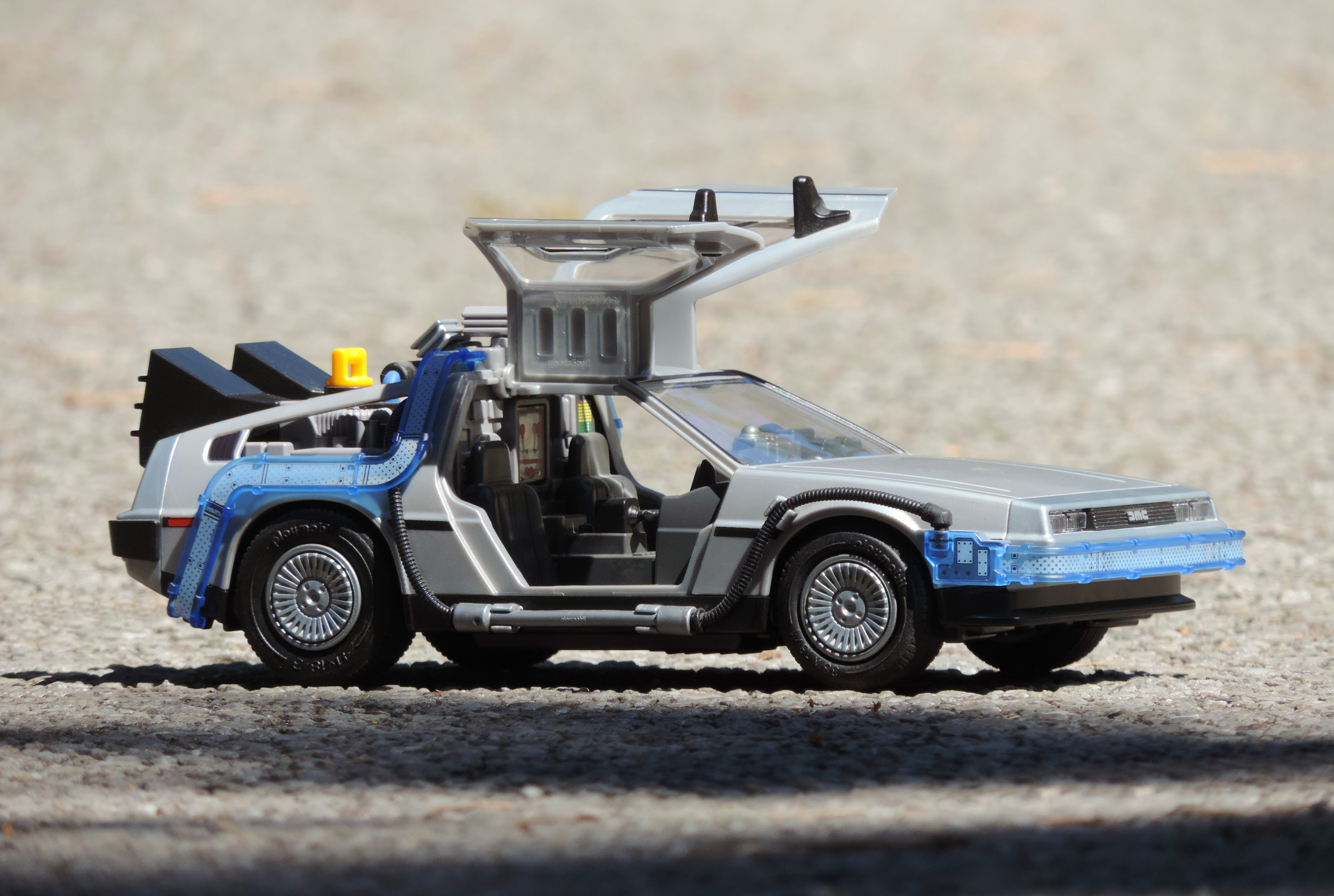
La DeLorean de Playmobil.

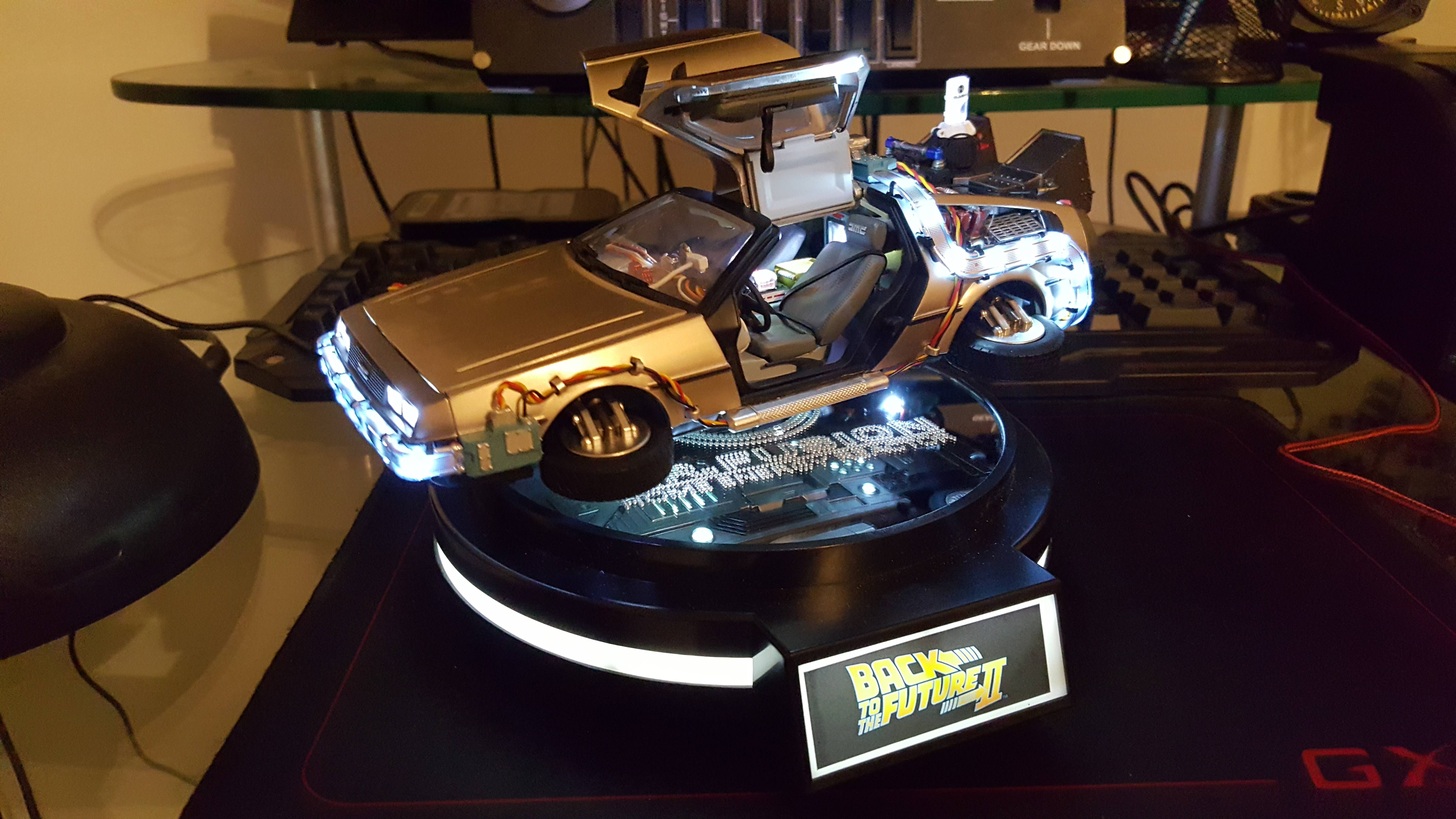
Delorean Kidslogic (2015)

- Pour le 35e anniversaire de Retour vers le futur en 2020, plusieurs marques, de Playmobil à FunkoPop, ont lancé des produits exclusifs inspirés de la DeLorean et des personnages principaux du célèbre film réalisé par Robert Zemeckis[86].
- Hot Wheels a de son côté sorti une mini-version collector de la Delorean pour le 35e anniversaire.
- Ainsi qu'une DeLorean Elite de Hot Wheels Retour vers le futur 30e anniversaire.
- La marque Kids Logic a sorti pour l'occasion du 21 octobre 2015 dans Retour vers le futur II une DeLorean flottante magnétique.https://www.youtube.com/@deloreantvfrance
- En 2022, la DeLorean de Retour vers le futur sort sous un kit Lego

### Crédits internes
- (en) Cet article est partiellement ou en totalité issu de l’article de Wikipédia en anglais intitulé « DMC DeLorean » (voir la liste des auteurs).

- (de) Cet article est partiellement ou en totalité issu de l’article de Wikipédia en allemand intitulé « DeLorean DMC-12 » (voir la liste des auteurs).